# Zoo Krefeld
Koordinaten: 51° 20′ 28″ N, 6° 36′ 3″ O
Der Zoo Krefeld befindet sich im Krefelder Stadtteil Bockum. Der Zoologische Garten beherbergt auf einer Fläche von 14 Hektar ca. 820 Tiere aus rund 120 verschiedenen Arten. Der überwiegend in kommunalem Eigentum befindliche Zoo legt seinen Schwerpunkt auf die Haltung von Menschenaffen, Großkatzen, afrikanischen Savannenbewohnern und tropischen Vögeln. 2017 besuchten ihn rund 350.000 Menschen.

## Geschichte

### Gründungszeit
Der Krefelder Zoo wurde am 22. Mai 1938 als Lehrstätte für die Jugend auf dem Gelände des Grotenburgparks eröffnet. Erster Zoodirektor wurde der damalige Erziehungsdirektor und Leiter des ehemaligen Naturkundlichen Museums, Heinrich Janßen. Damals umfasste das Tierparkgelände die Hälfte des Parks und es lebten um die 100 überwiegend einheimische Tierarten in 40 Gehegen.

### Entwicklung im 20. Jahrhundert
Während des Zweiten Weltkriegs kam es von 1940 bis 1945 zu Luftangriffen auf Krefeld, bei denen auch Teile des Zoos getroffen wurden. Hierbei kamen zwei Dachse und eine Hirschkuh um, die restlichen Tiere konnten durch die beschädigten Zäune flüchten. Die Wölfe mussten aufgrund dessen getötet werden. In den 1950er Jahren wurde das Grotenburgschlösschen im Park zu einem Café und Restaurant für die Tierparkbesucher umgebaut. 1959 übernahm Walter Encke die Leitung des Tierparks. Anliegen Enckes war es, sich besonders um solche Tiere zu kümmern, von denen wenig bekannt war, sowie durch Nachzuchten besonders das Aussterben südamerikanischer Tierarten zu verhindern. Ab 1963 entstanden Freigehege für Paviane, Pinguine und Seehunde sowie ein Haus für Löwen. 1971 wurde der „Tierpark“ in „Zoo“ umbenannt. In dieser Zeit wurden dort die ersten Elefanten, Nashörner und Orang-Utans gehalten.

### Seit der Umwandlung in eine gGmbH
Am 1. Juli 2005 wurde der Zoo Krefeld in eine gemeinnützige GmbH gewandelt. Die Stadt Krefeld hält 74,9 % Gesellschaftsanteile, der Förderverein Zoofreunde Krefeld e. V. die restlichen 25,1 %. Anfang 2018 hat der Zoo 65 Mitarbeiter. Hinzu kommen 21 Ehrenamtliche, die sich im Freiwilligenteam engagieren.
Im Jahr 2012 wurden eine neue Anlage für Gorillas, 2014 eine für Pinguine und 2017 eine für Erdmännchen eröffnet; seit 2014 verfügt der Zoo über eine eigene Tierarztpraxis.
Am 1. Januar 2020 kam es im Affenhaus zu einem Großbrand, bei dem viele Tiere starben.

### Direktoren
- 1938–1951: Heinrich Janßen
- 1951–1959: Günter Voss
- 1959–1996: Walter Encke
- 1996–2003: Paul Vogt
- 2003–2023: Wolfgang Dreßen
- seit 2023: Stefanie Markowski

## Schwerpunkte
Der Schwerpunkt des Krefelder Zoos liegt in der Haltung von Menschenaffen, Großkatzen, afrikanischen Savannenbewohnern und tropischen Vogelarten. Für subtropische und tropische Arten stehen dem Zoo drei Warmhäuser zur Verfügung, das Affentropenhaus (seit 1975, abgebrannt 2020) mit Flachlandgorillas, Schimpansen und Orang-Utans, die Vogeltropenhalle (seit 1989) und das 1100 m² große Regenwaldhaus (seit 1998). Dementsprechend liegt ein weiterer Schwerpunkt des Zoos bei der südamerikanischen Tierwelt, aber auch der dortigen Pflanzenwelt. Im Regenwaldhaus findet sich ein südamerikanischer Regenwald mit über 400 verschiedenen Pflanzenarten. Dort leben Zweifinger-Faultiere, Weißgesicht-Sakis, Blumenfledermäuse, Basilisken, Leguane und zahlreiche tropische Schmetterlingsarten, von denen inzwischen viele in einem eigenen Schmetterlingshaus gehalten werden.

## Tiere im Zoo (Galerie)

Säugetiere
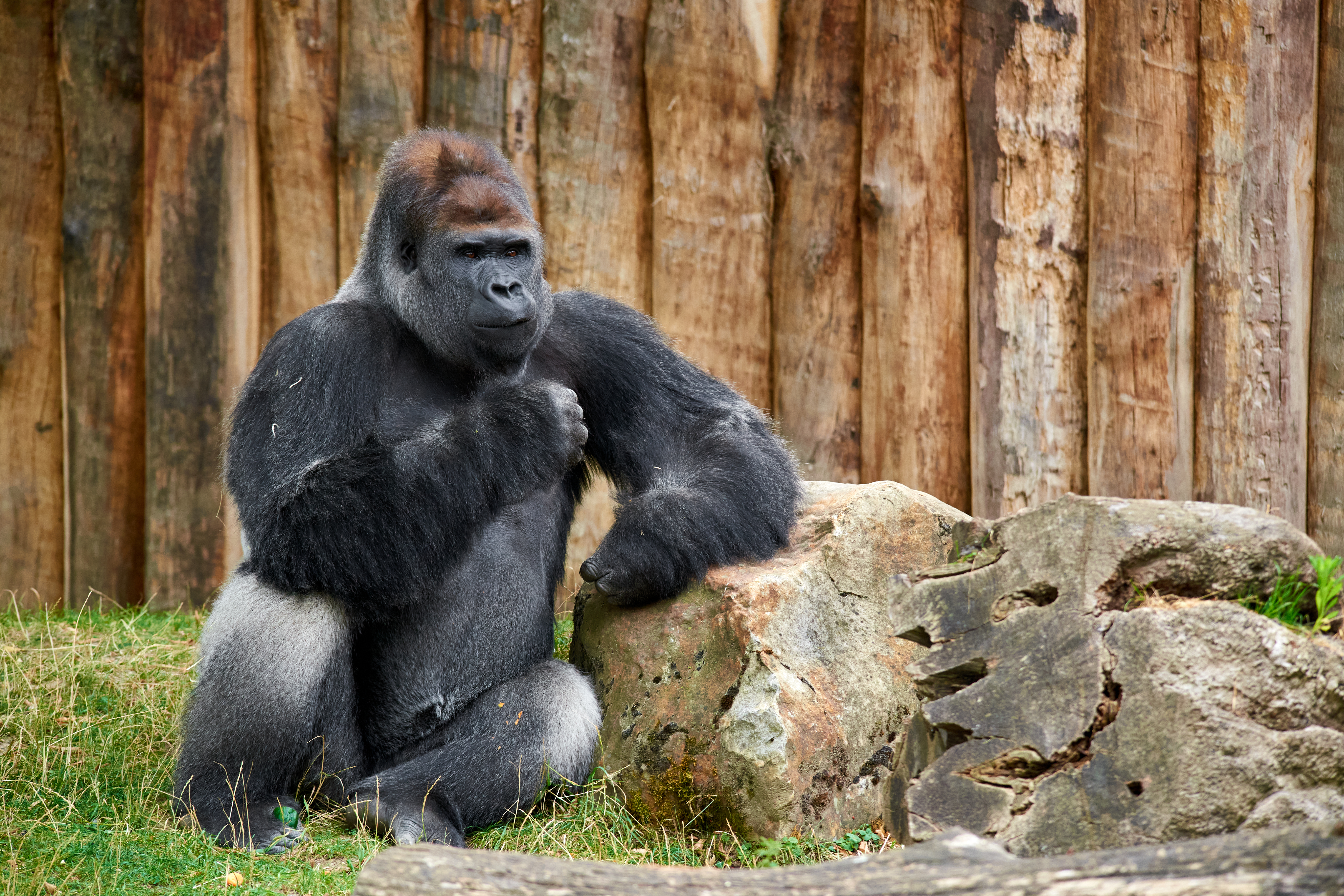
Westlicher Flachlandgorilla
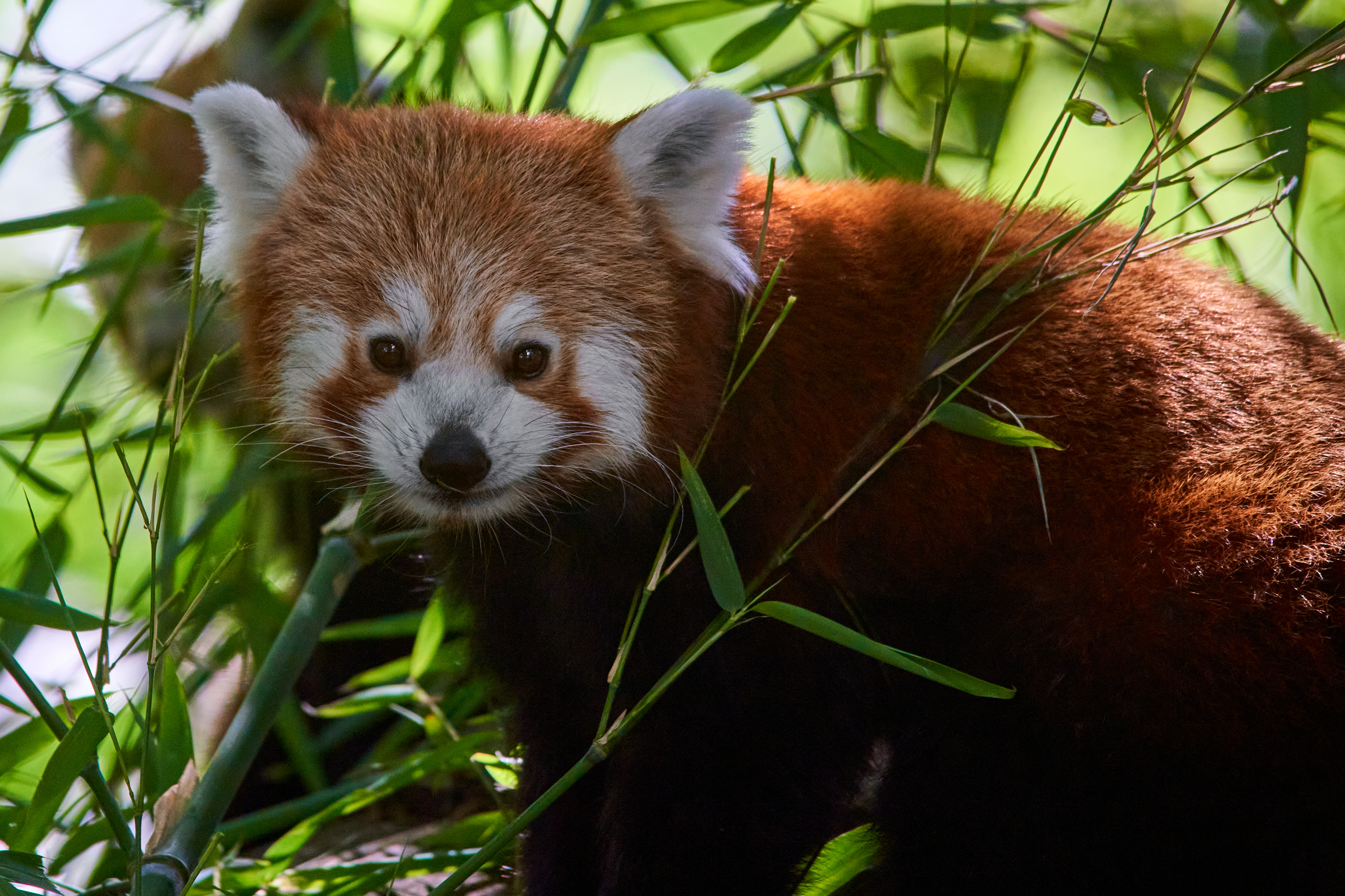
Roter Panda
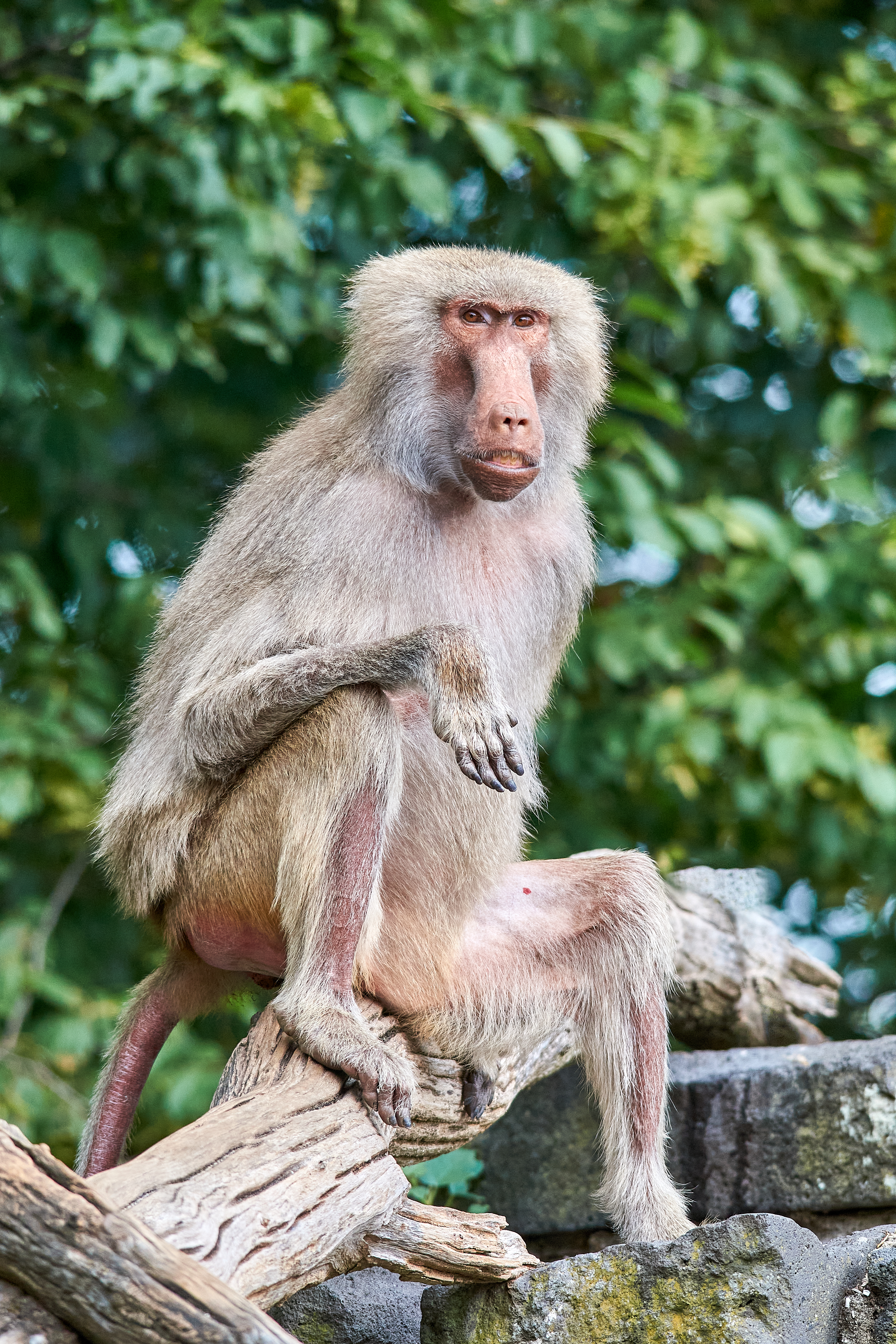
Mantelpavian
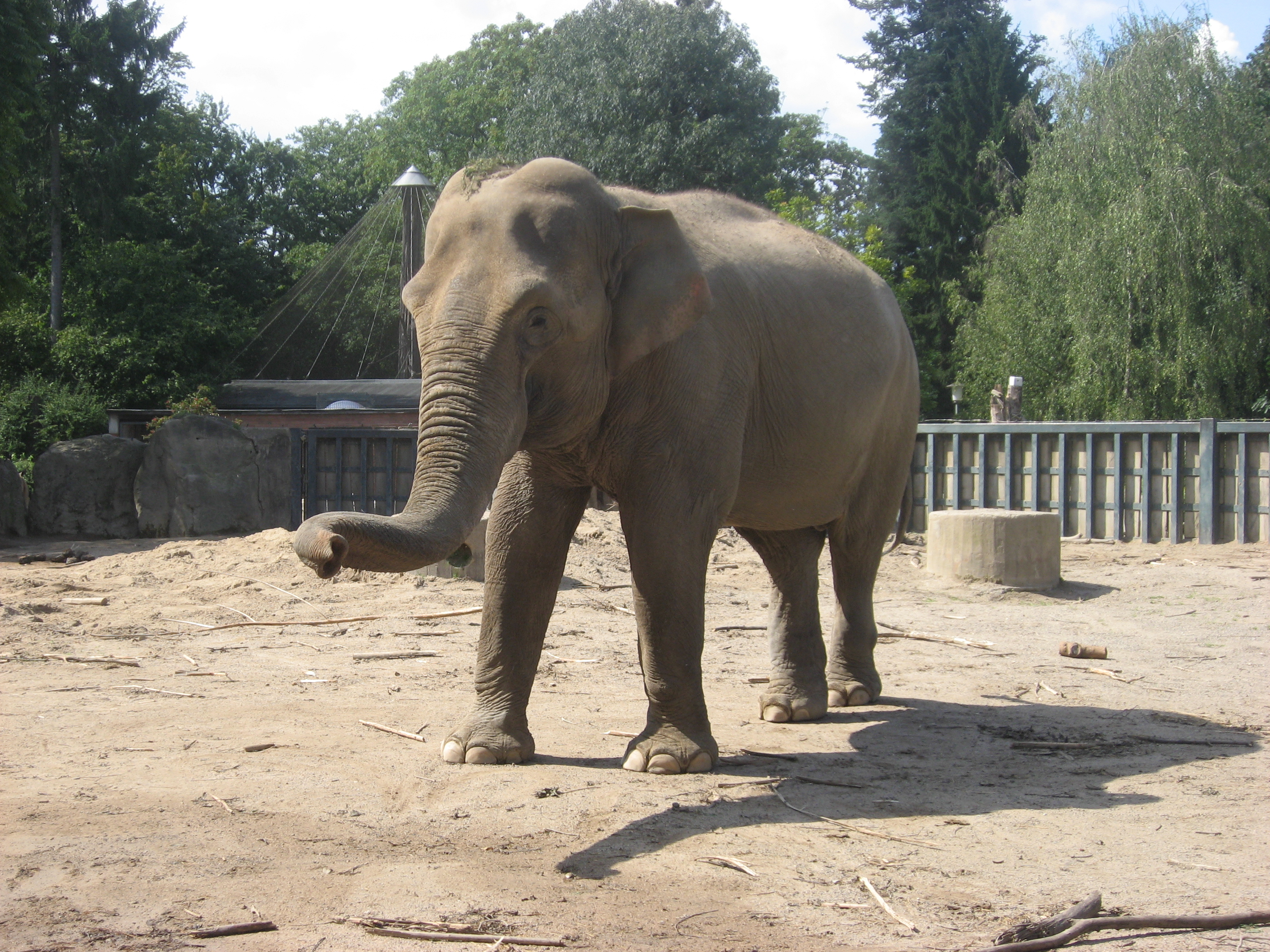
Asiatischer Elefant
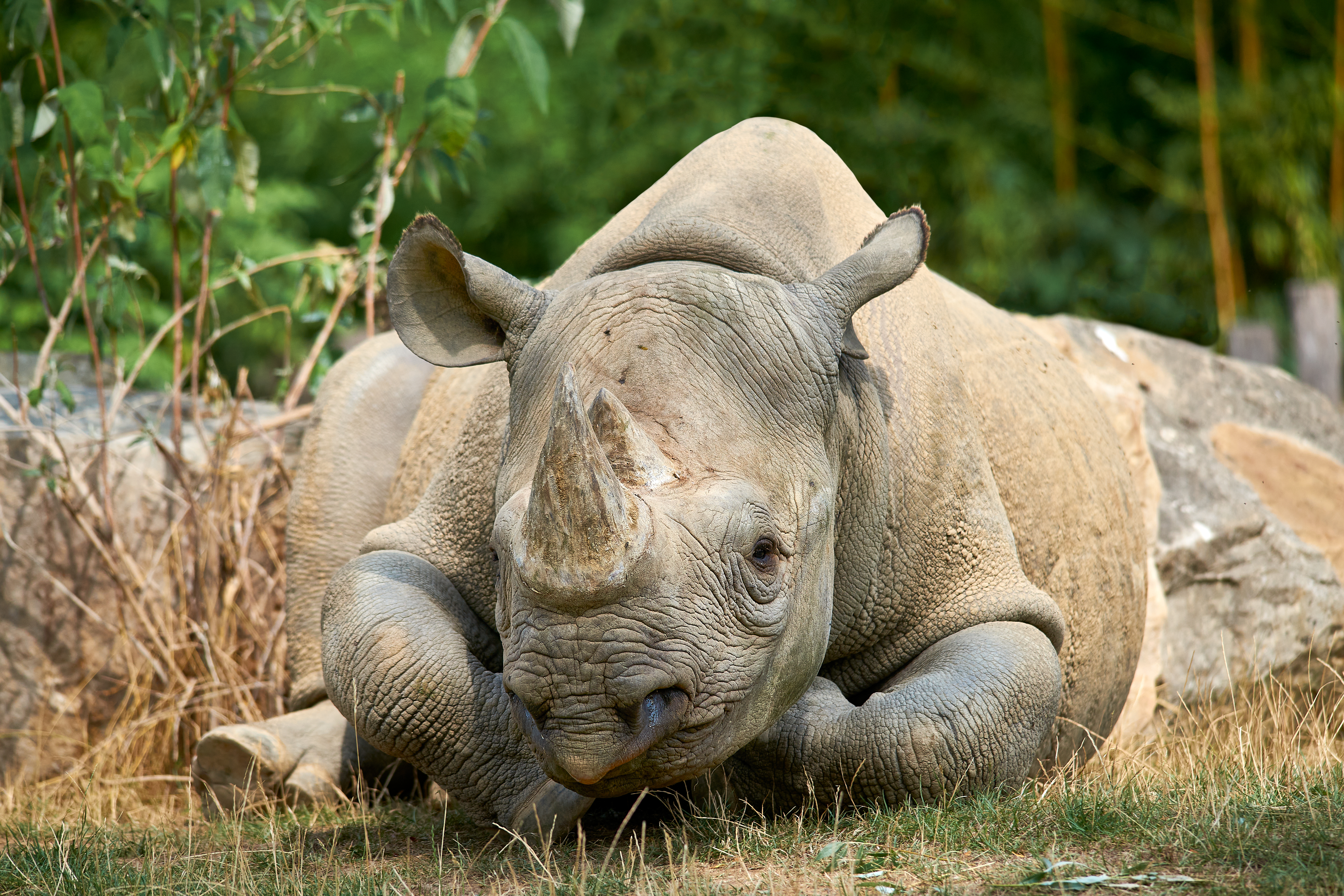
Spitzmaulnashorn
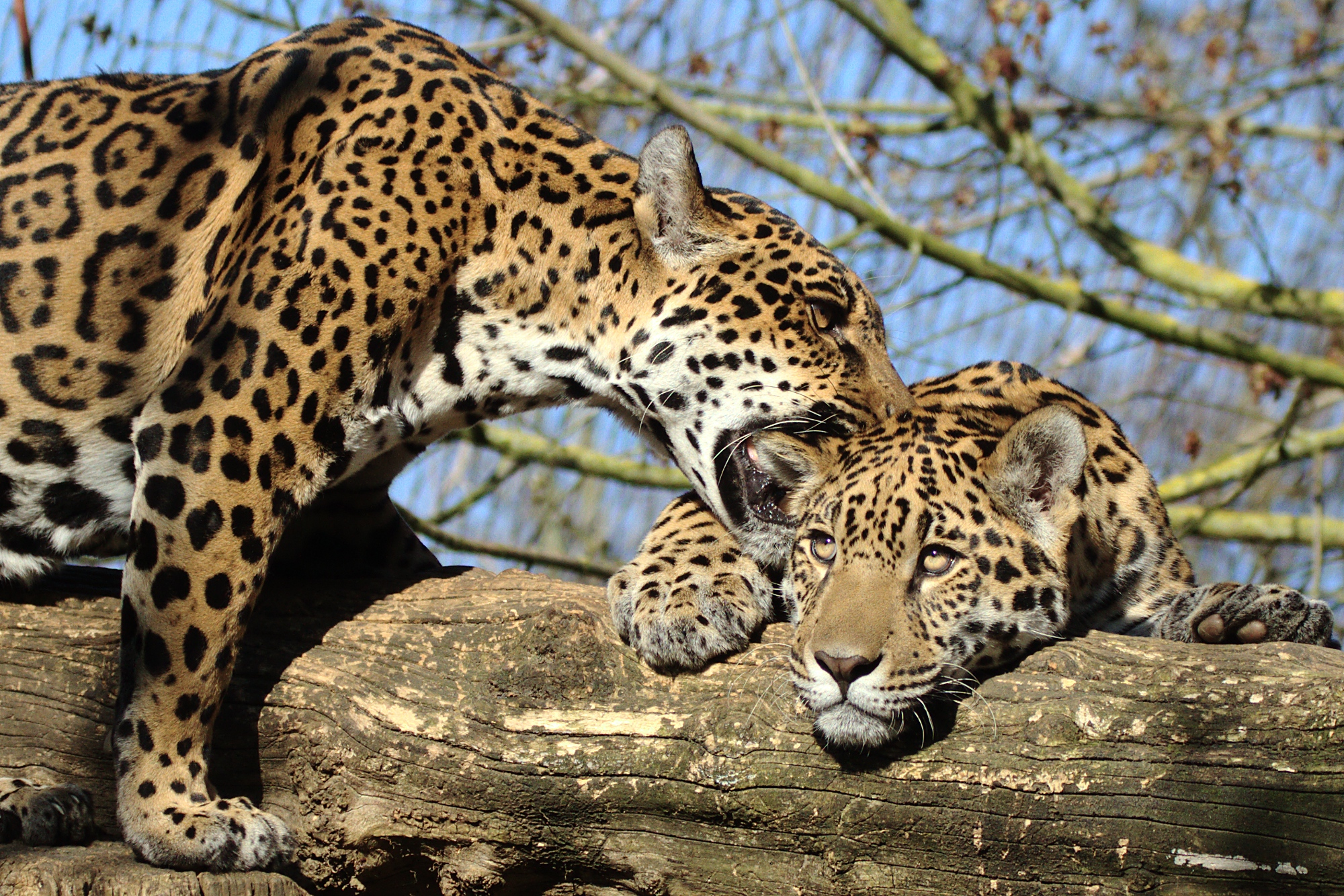
Jaguar
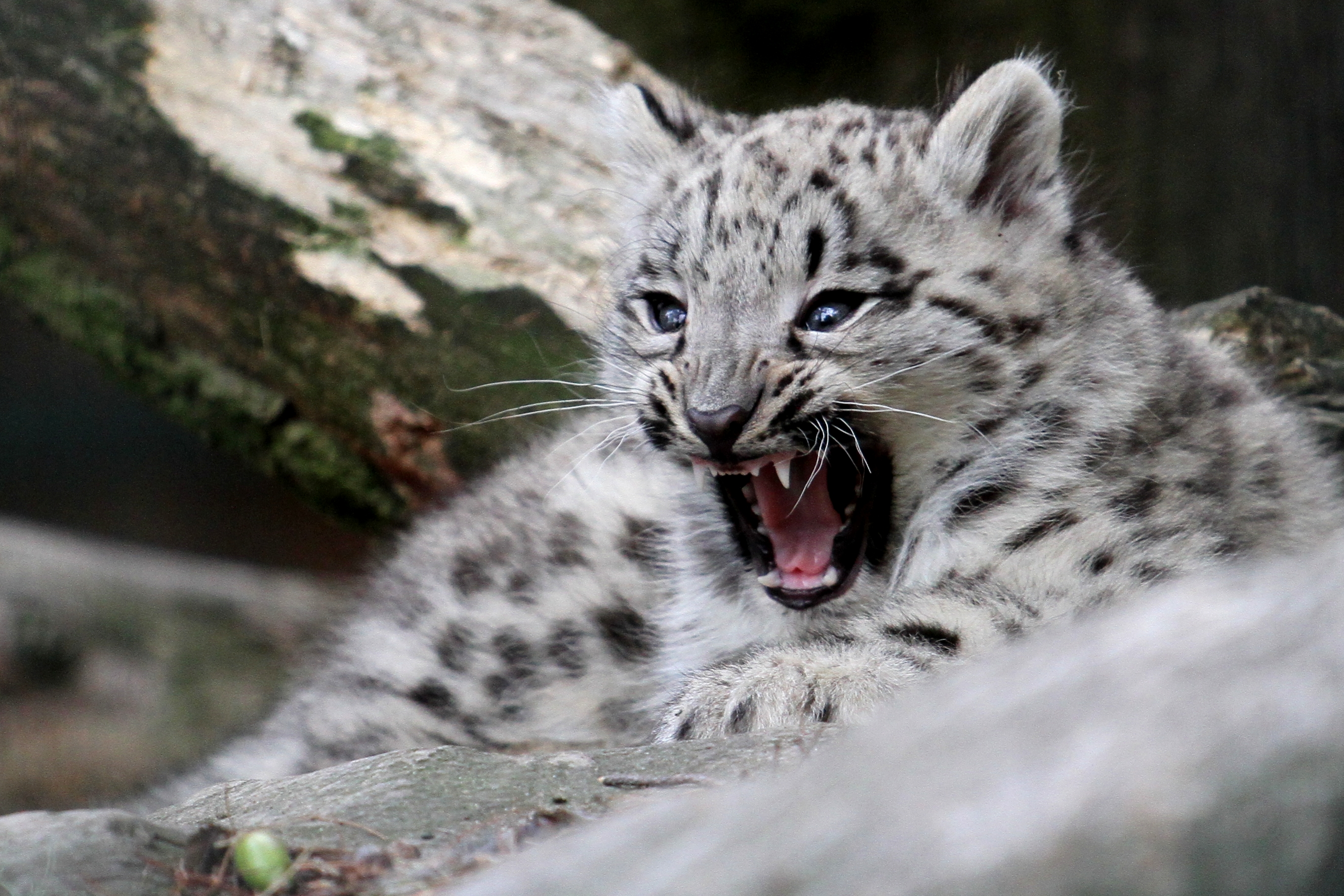
Schneeleopard
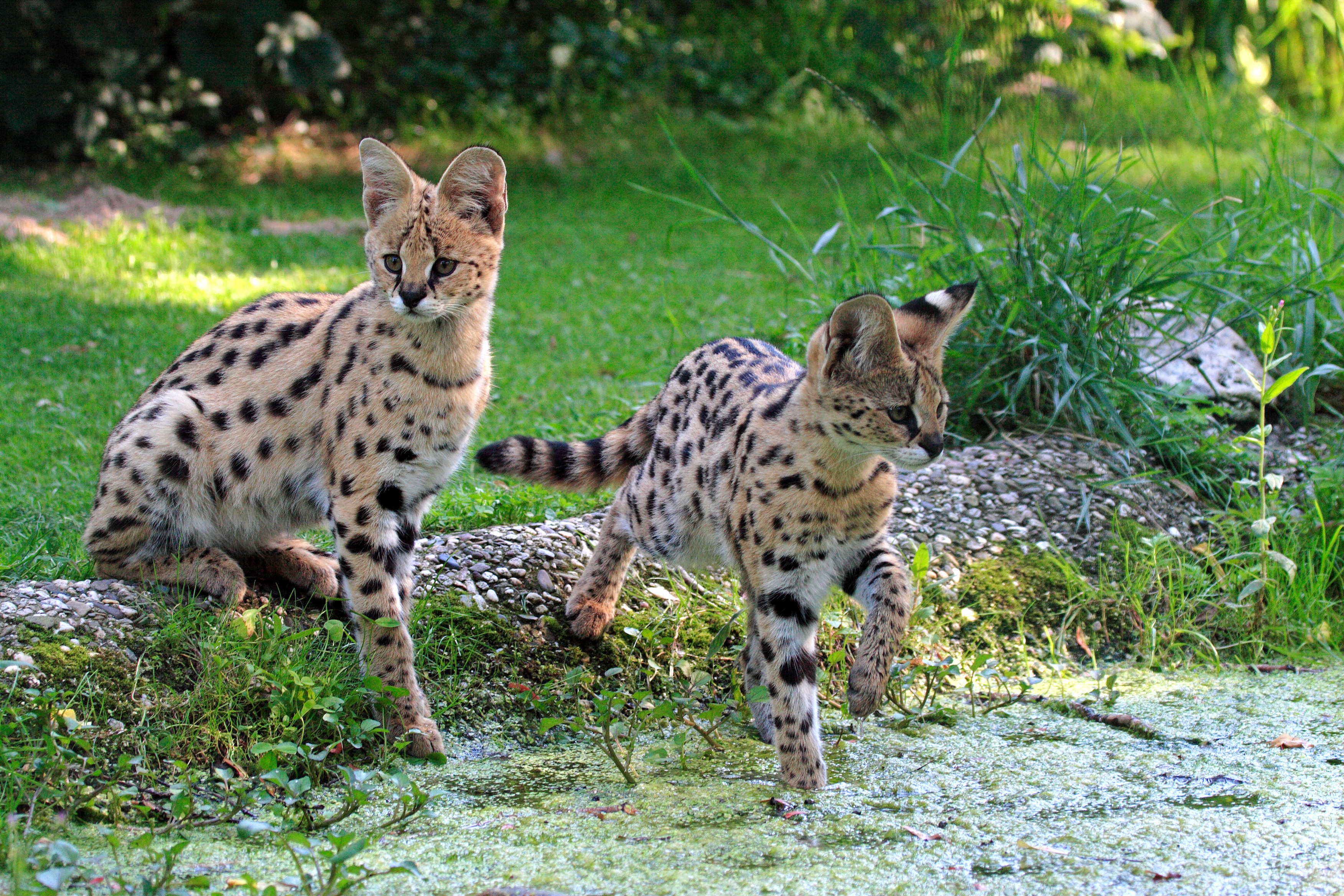
Serval
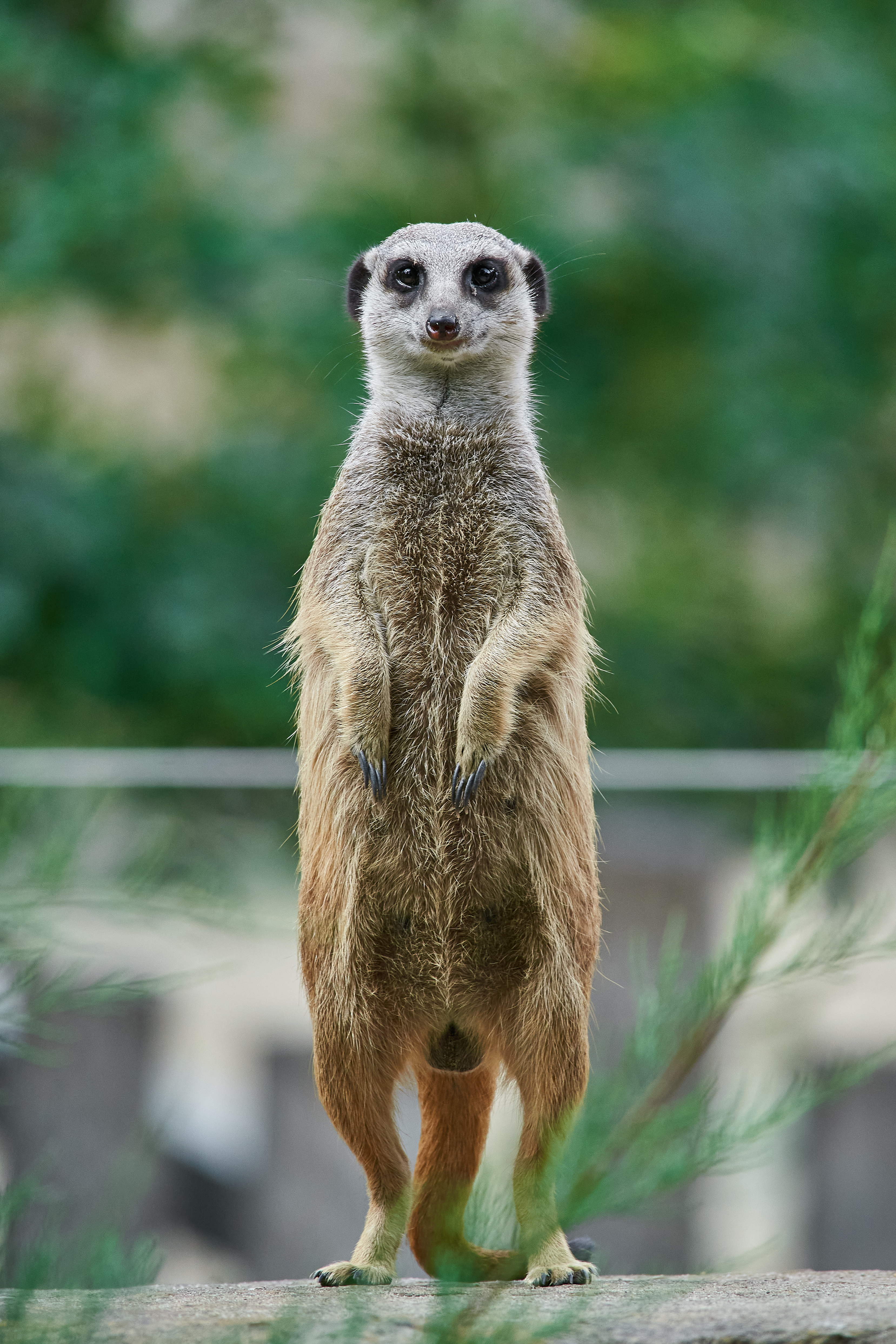
Erdmännchen
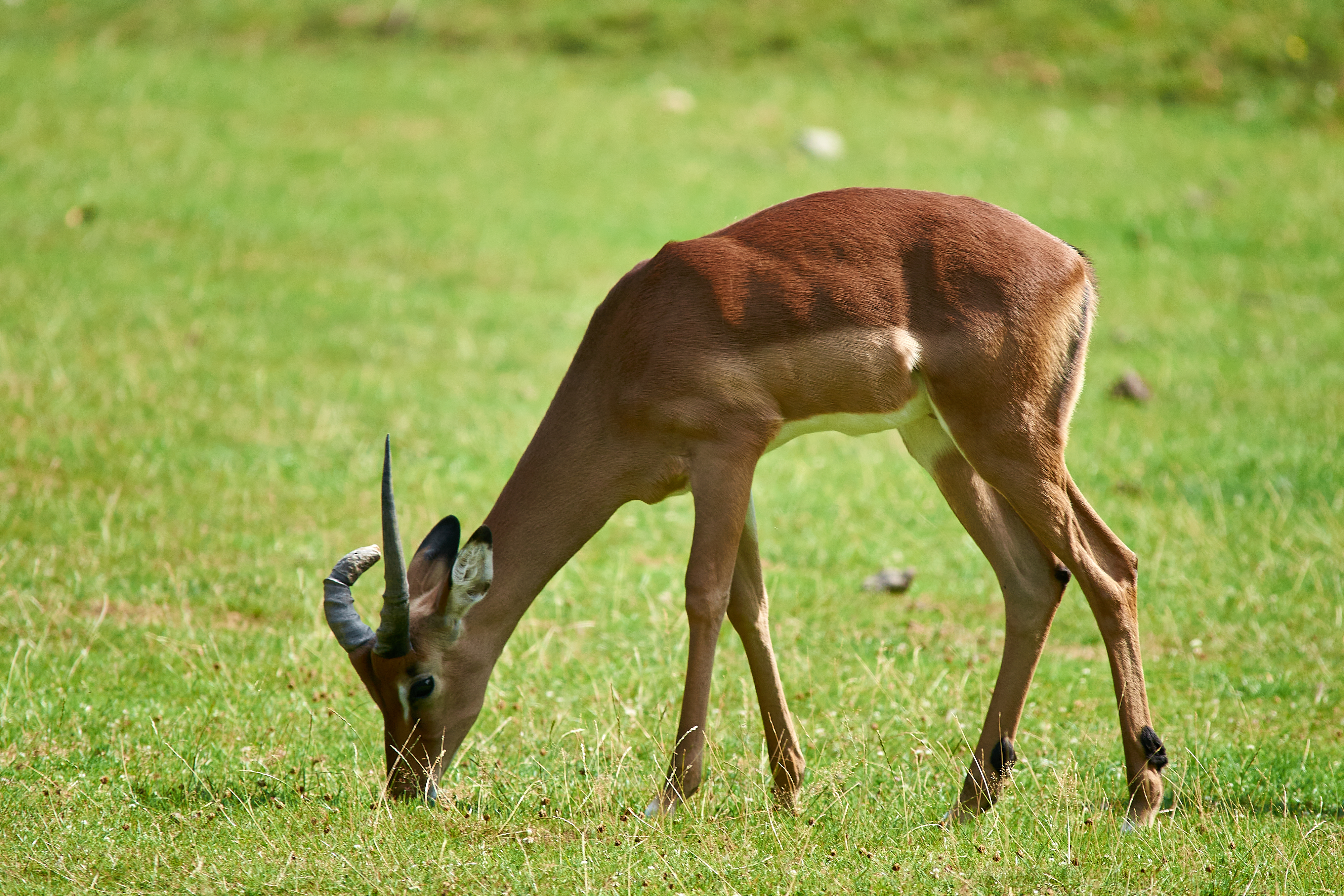
Impala
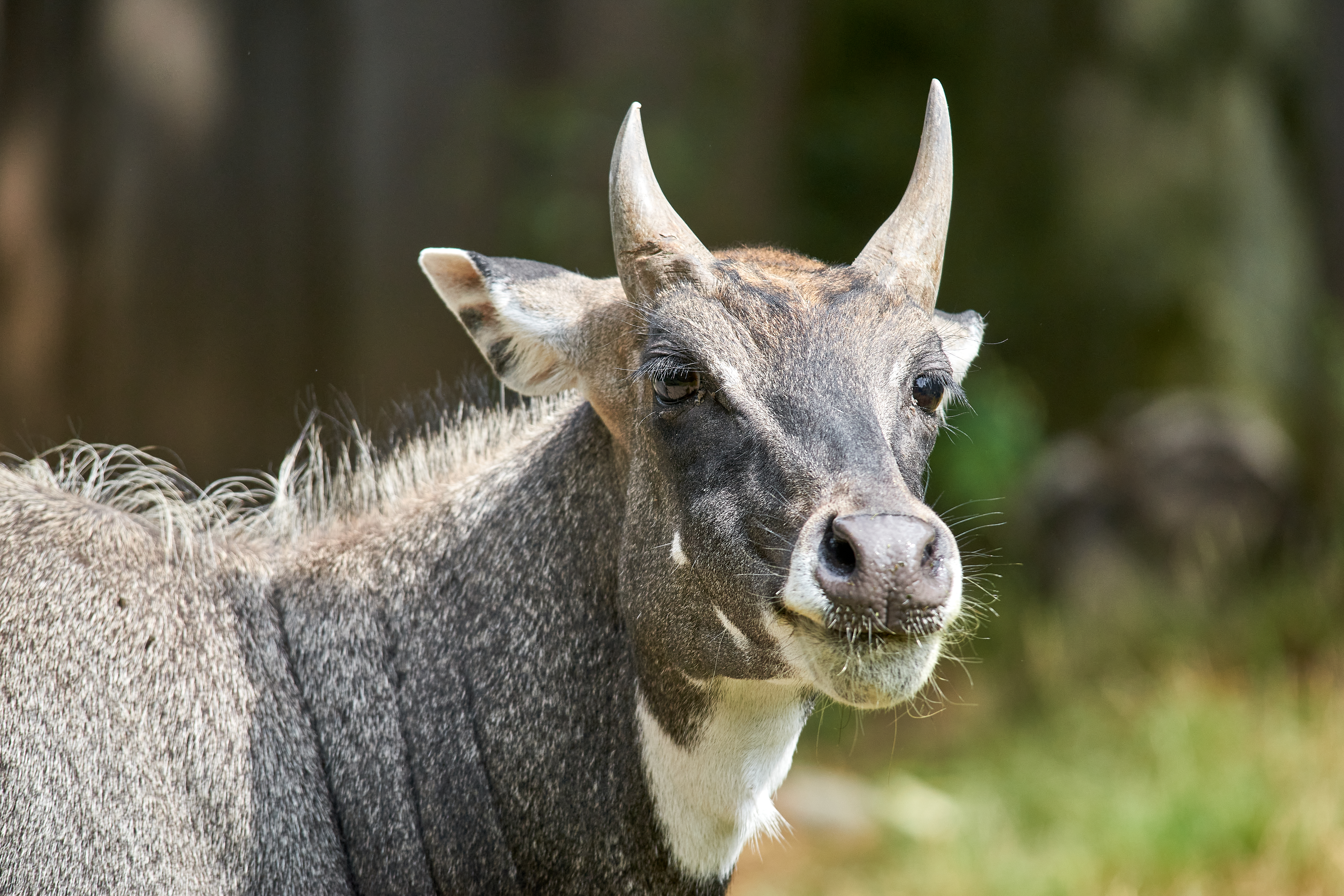
Nilgauantilope
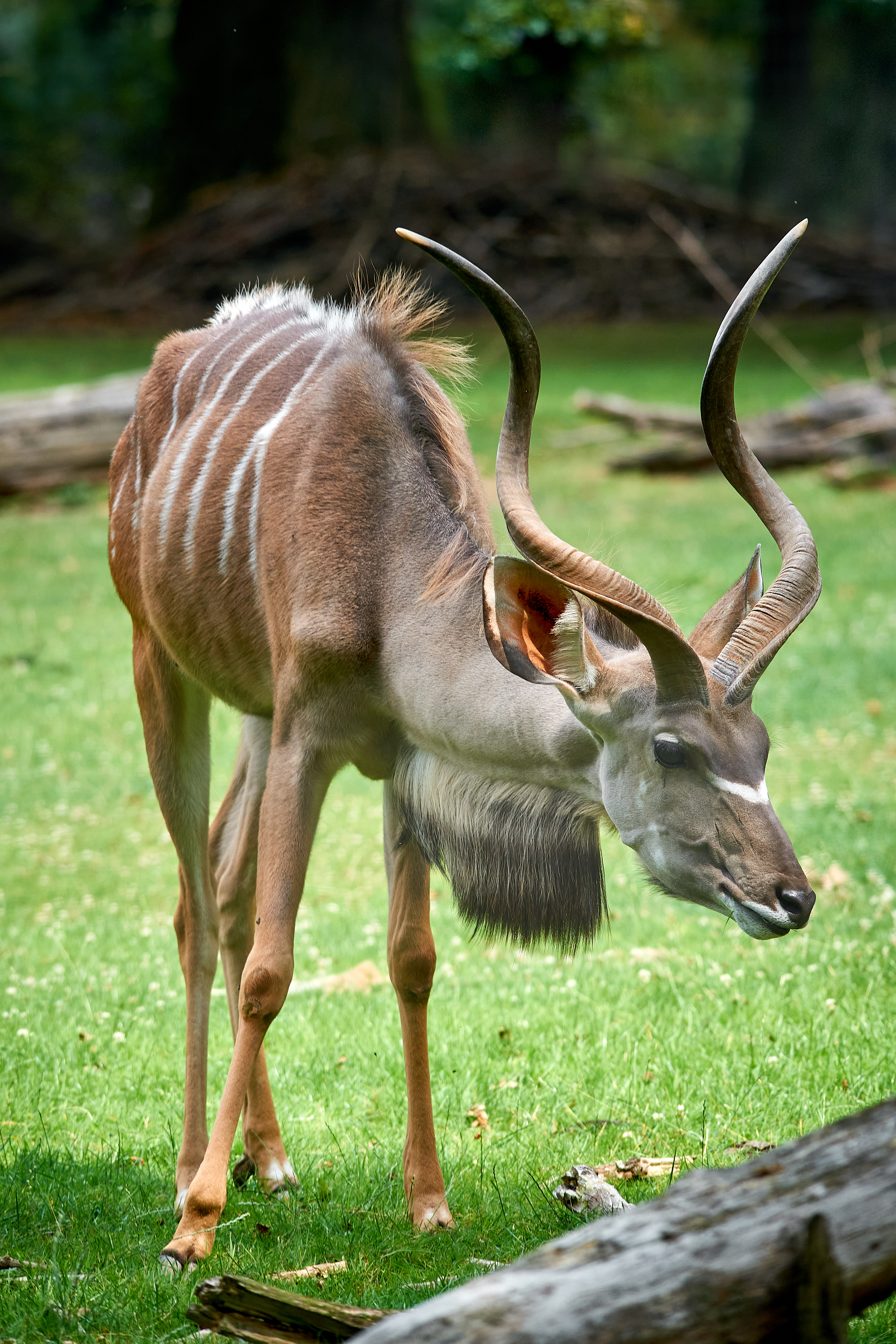
Großer Kudu
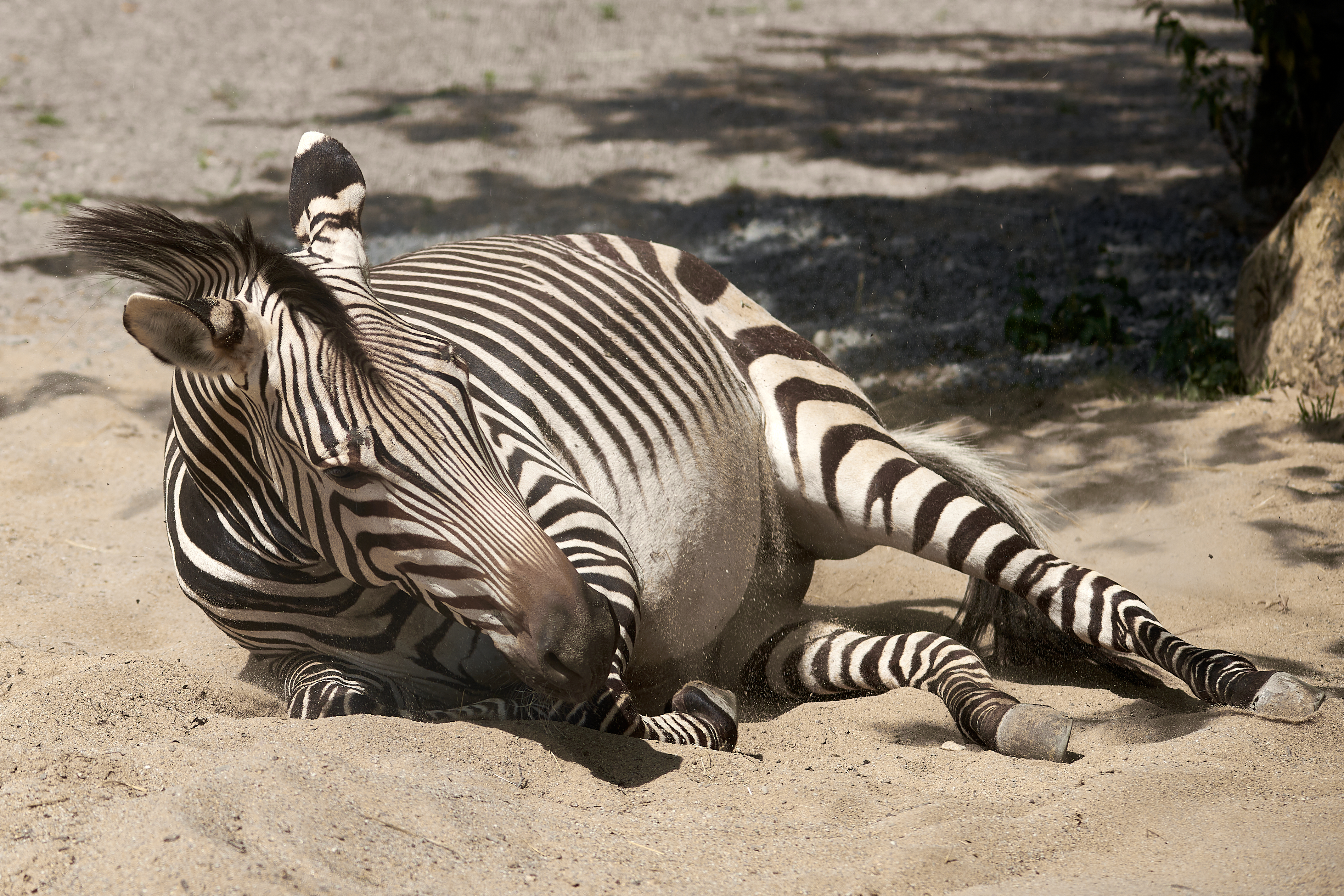
Bergzebra
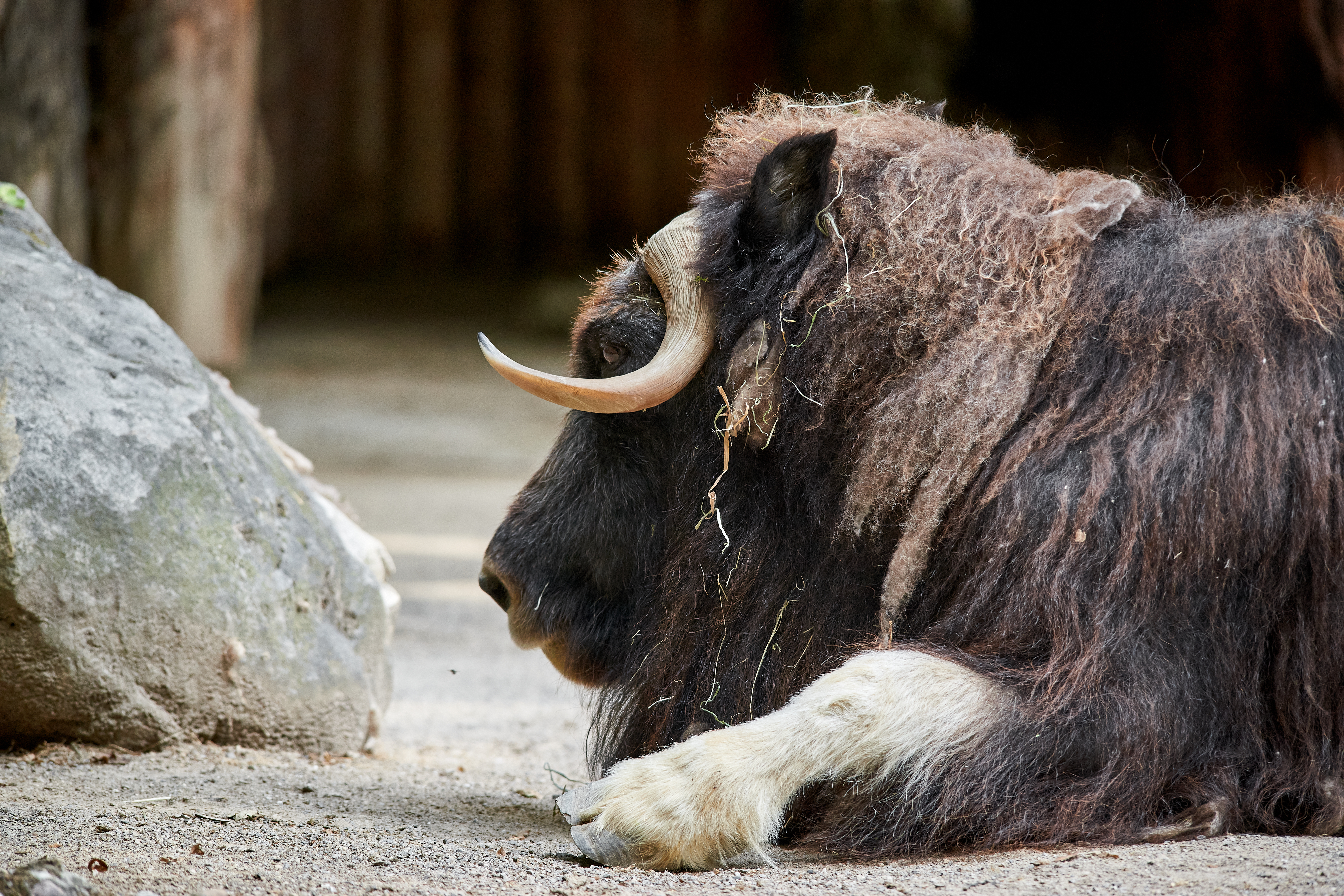
Moschusochse
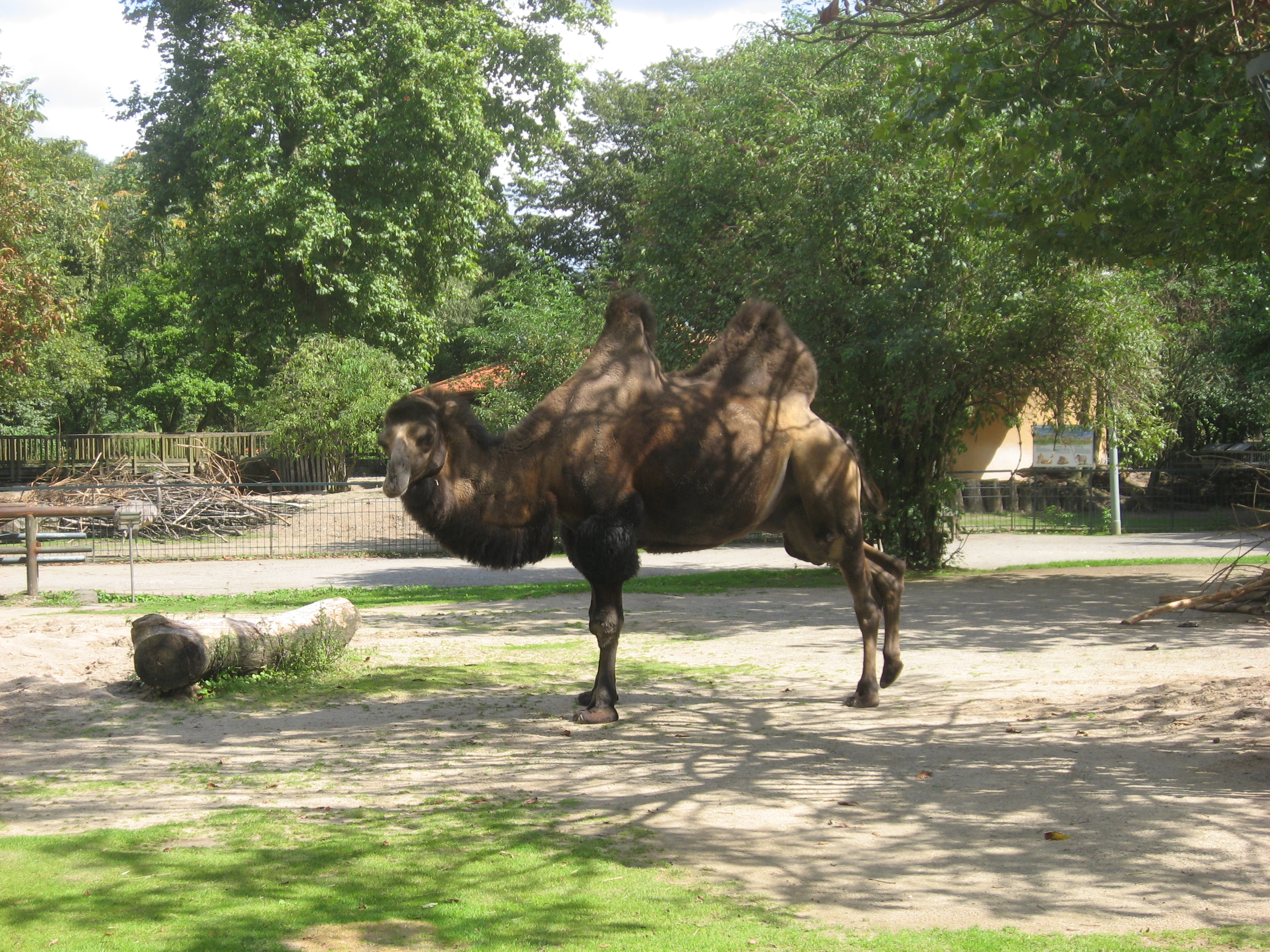
Trampeltier
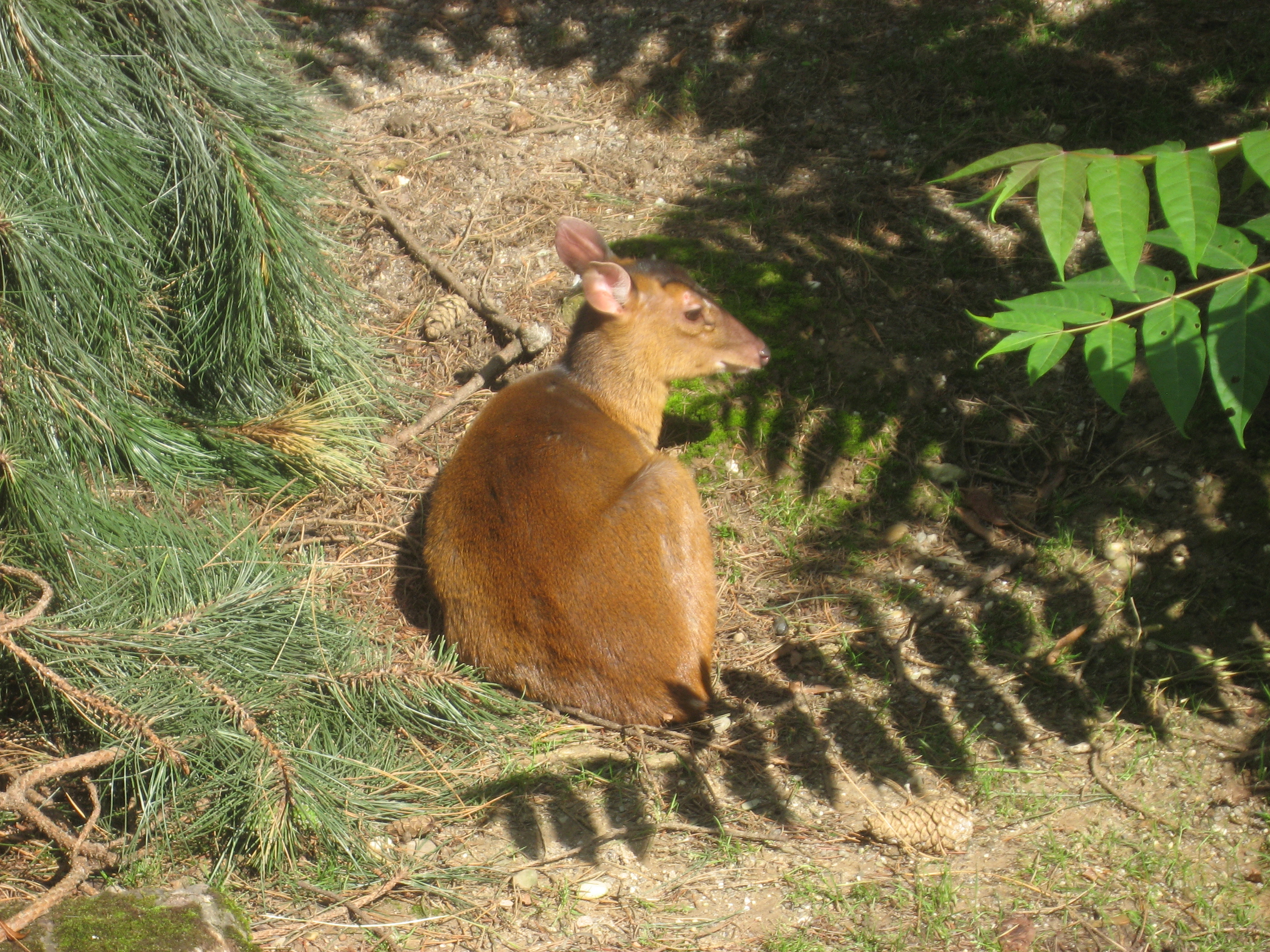
Chinesischer Muntjak
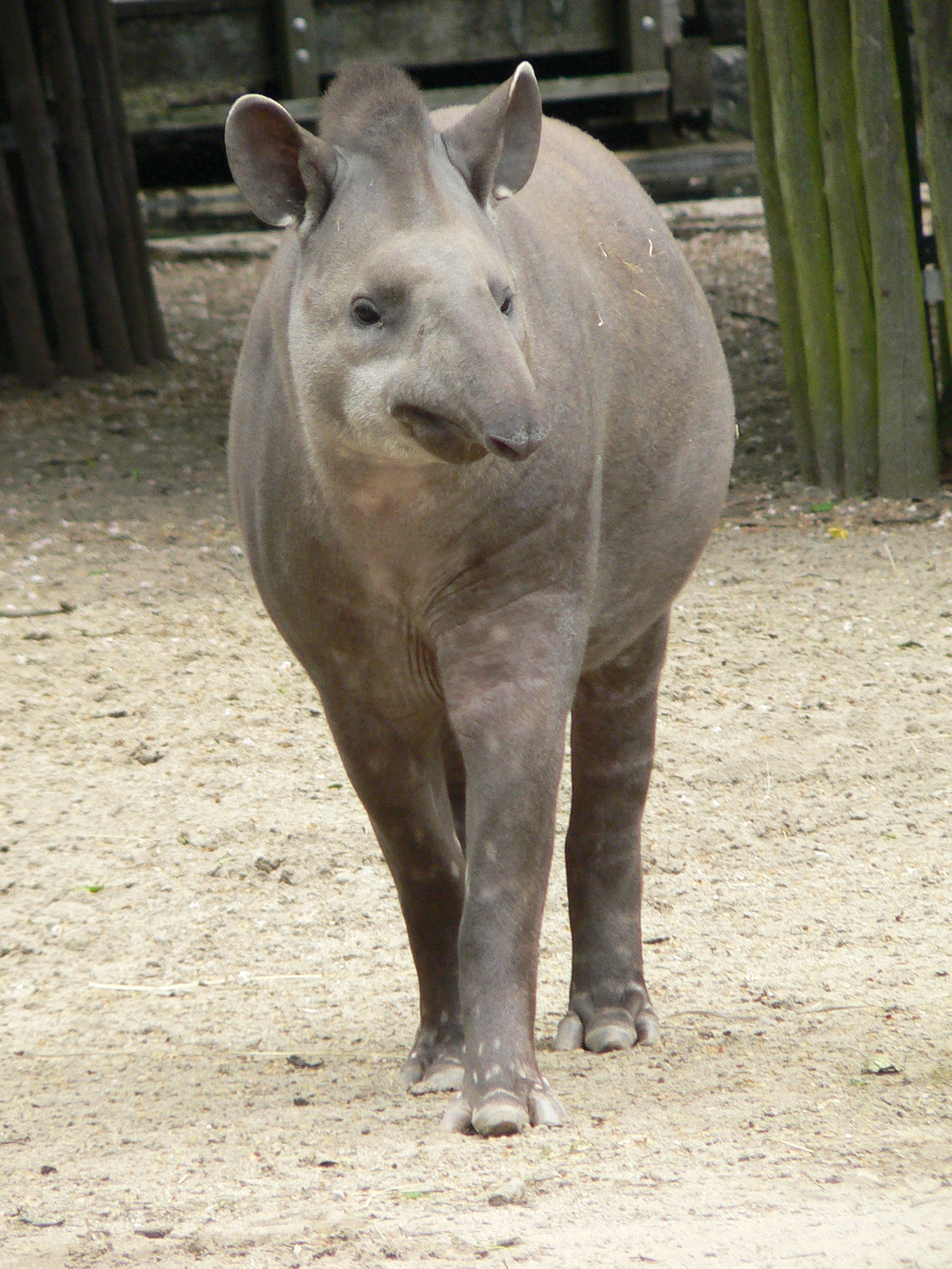
Tapir

Vögel
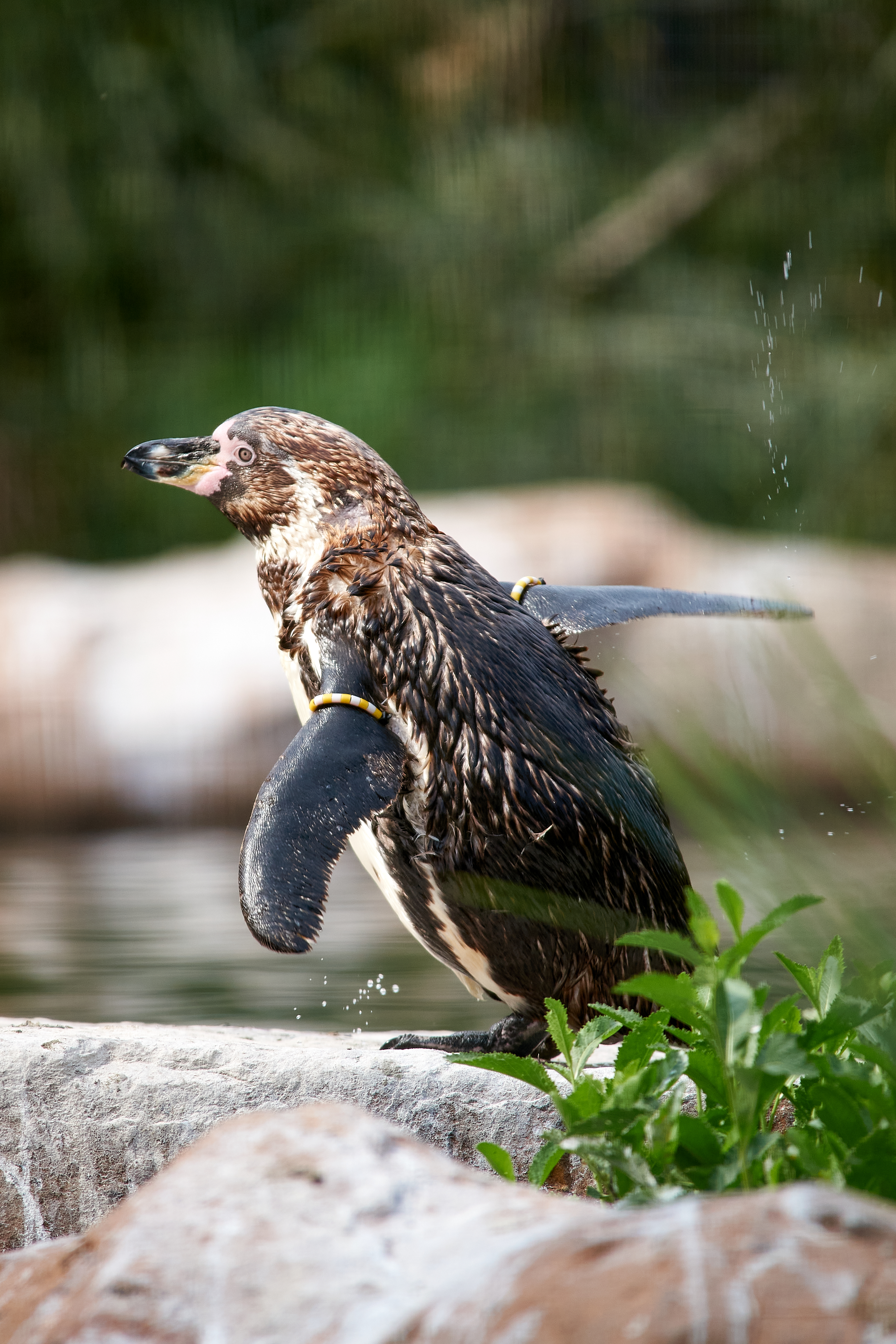
Humboldt-Pinguin
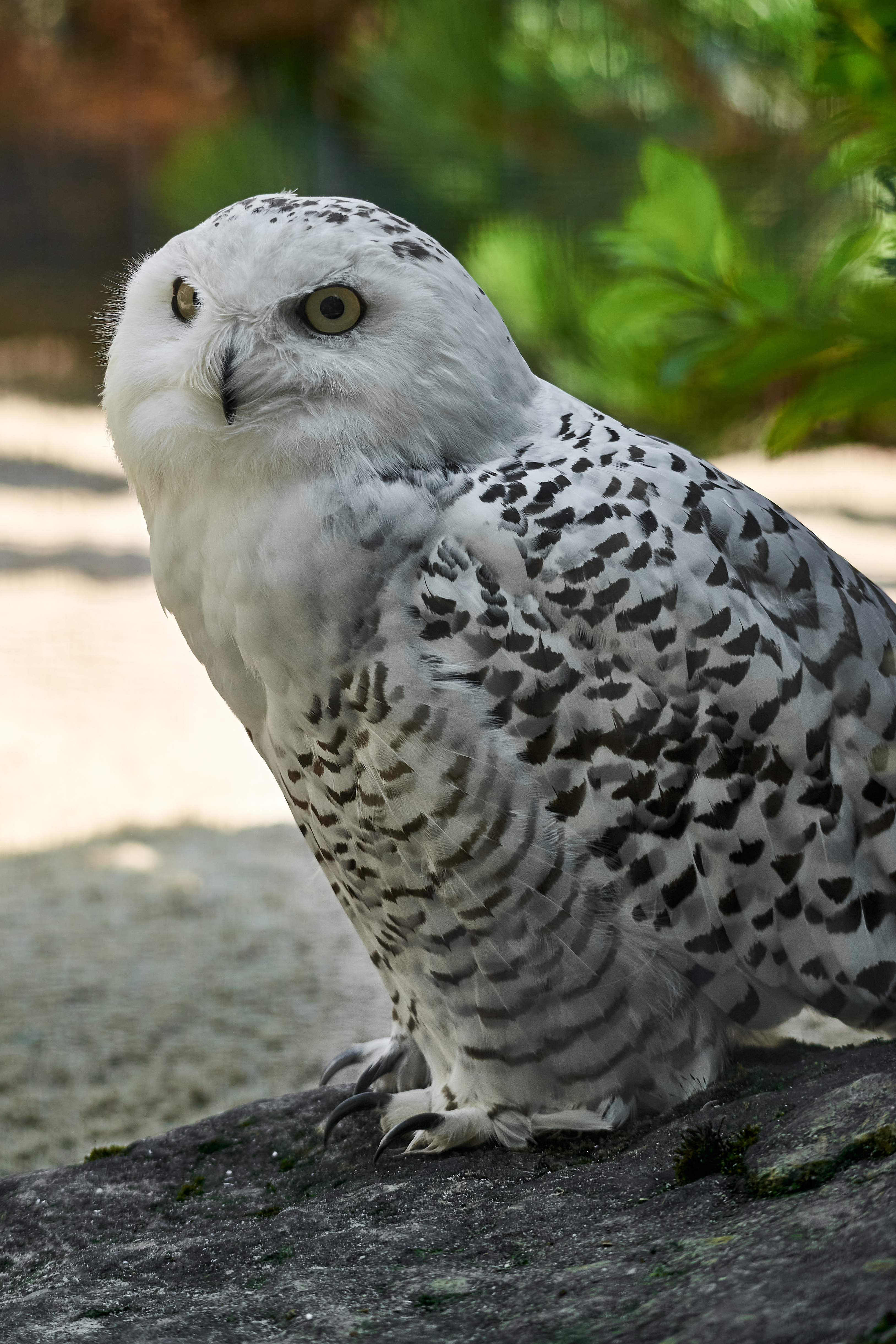
Schneeeule
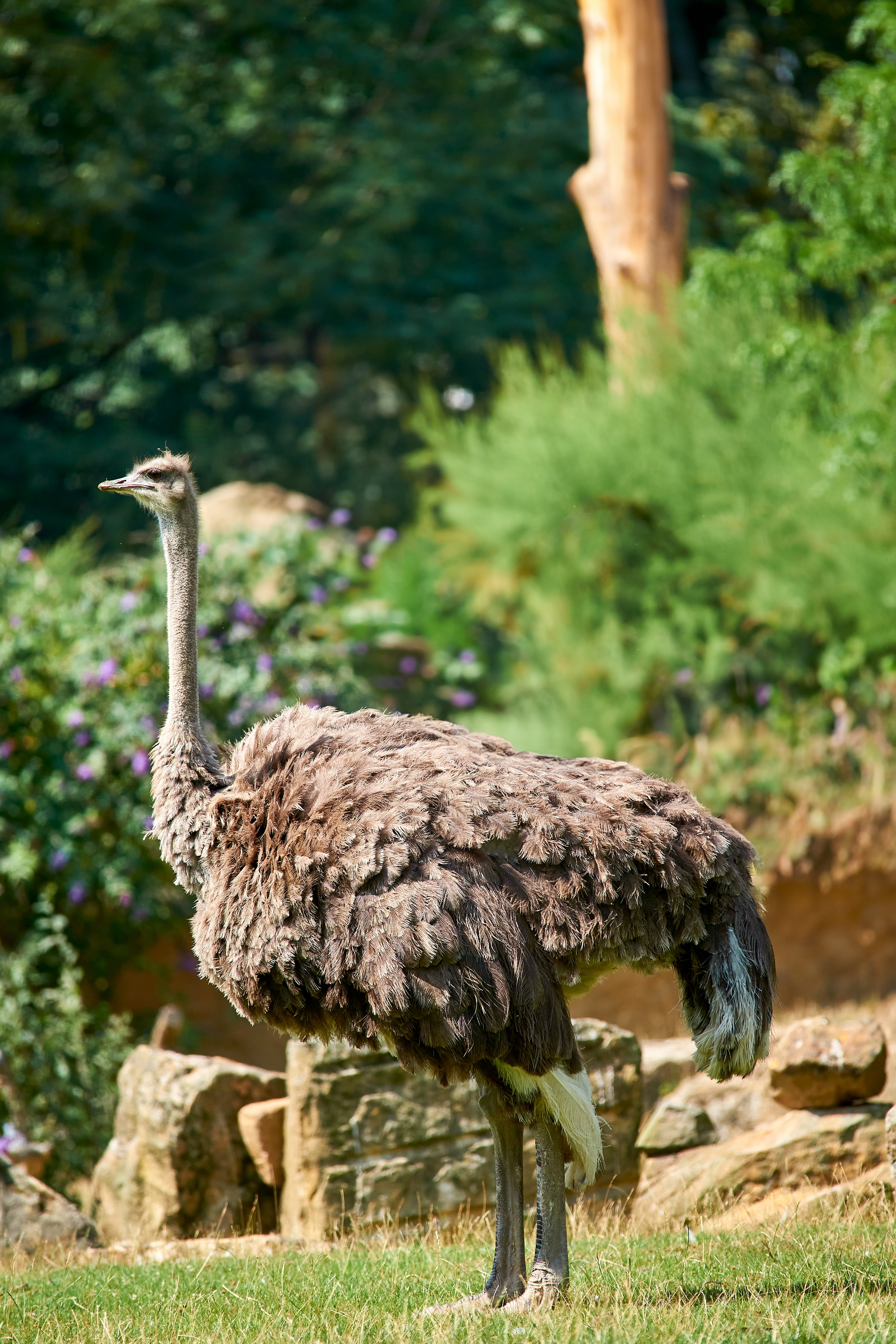
Afrikanischer Strauß
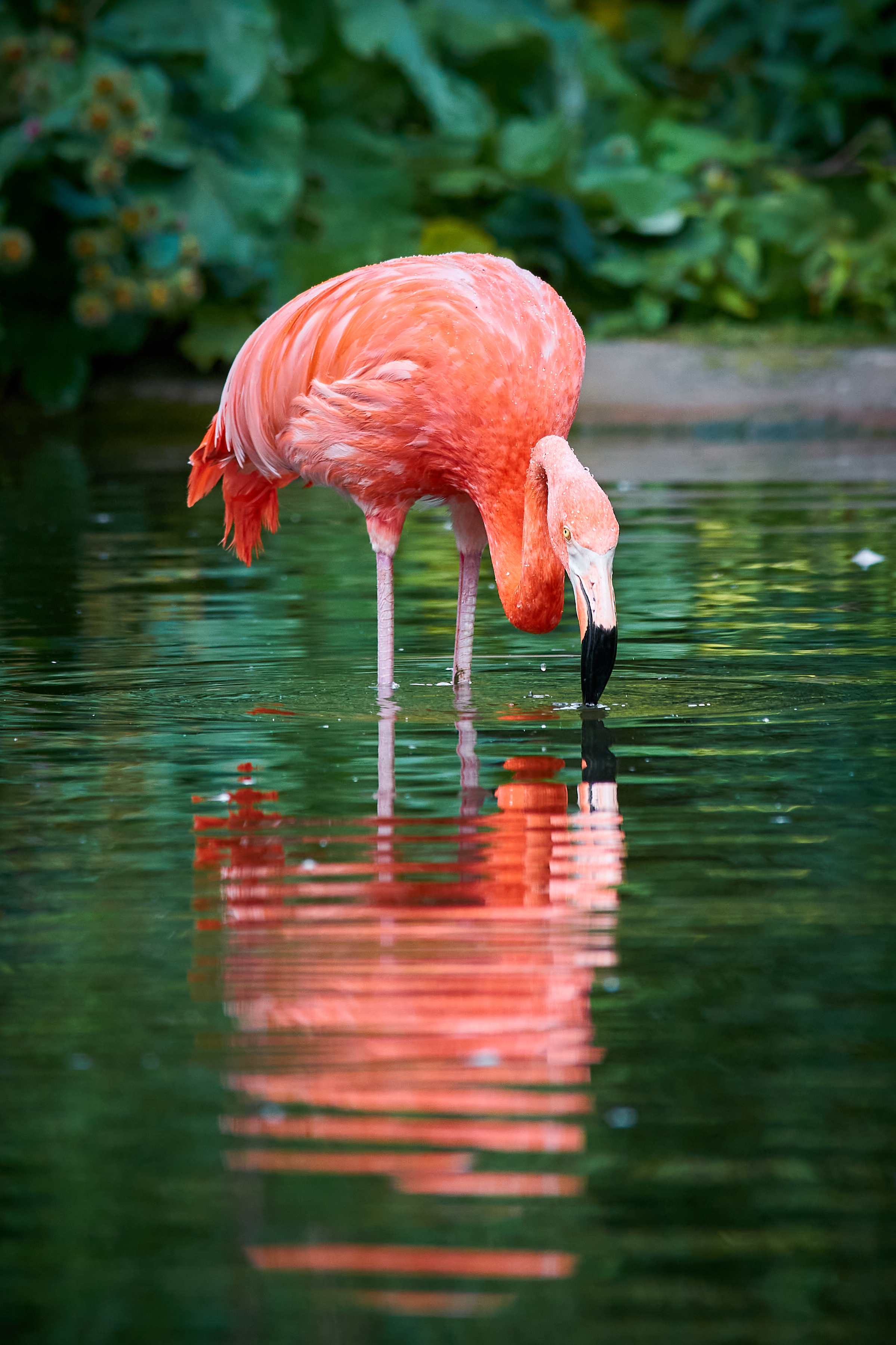
Kubaflamingo

Reptilien
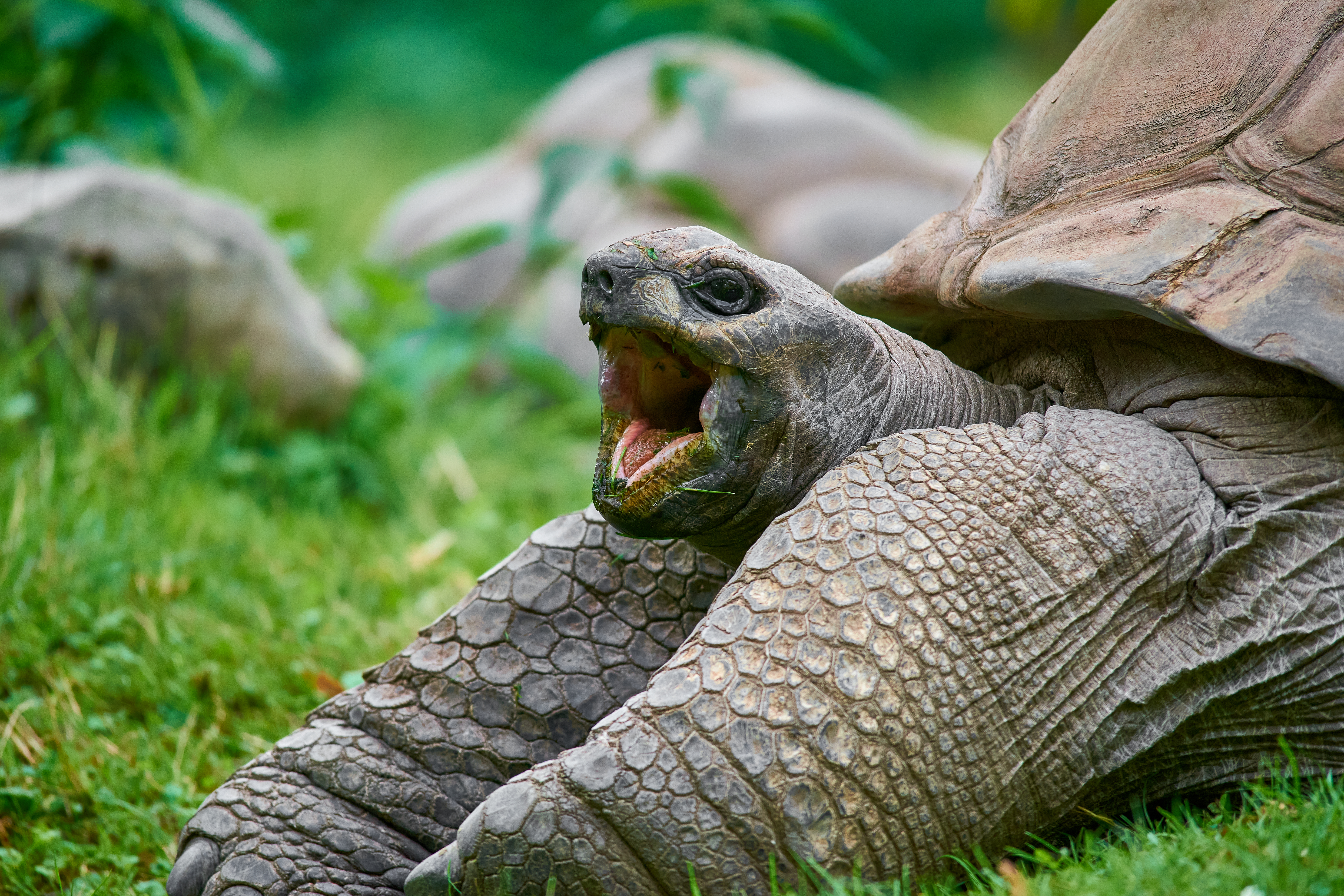
Aldabra-Riesenschildkröte
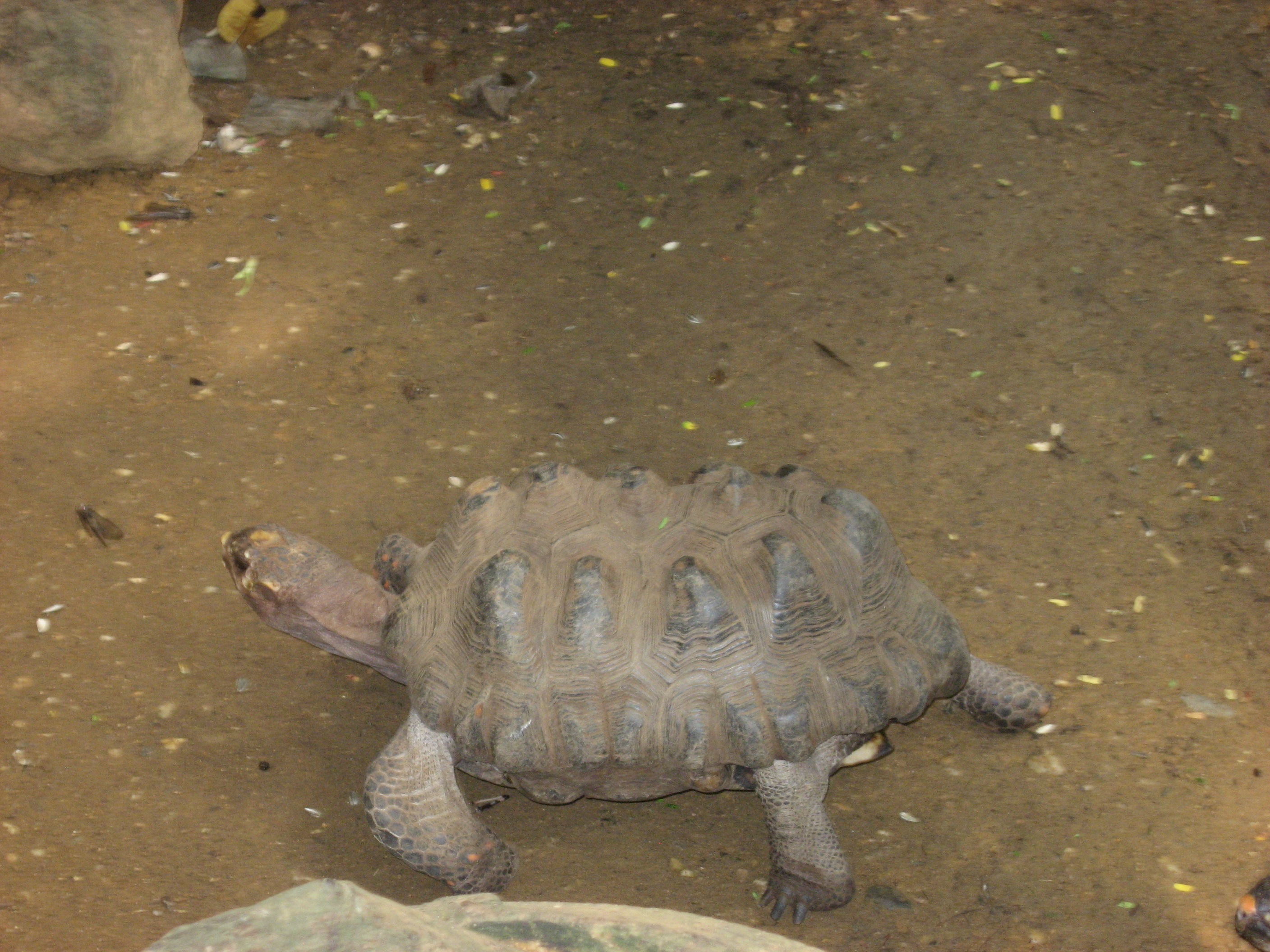
Köhlerschildkröte
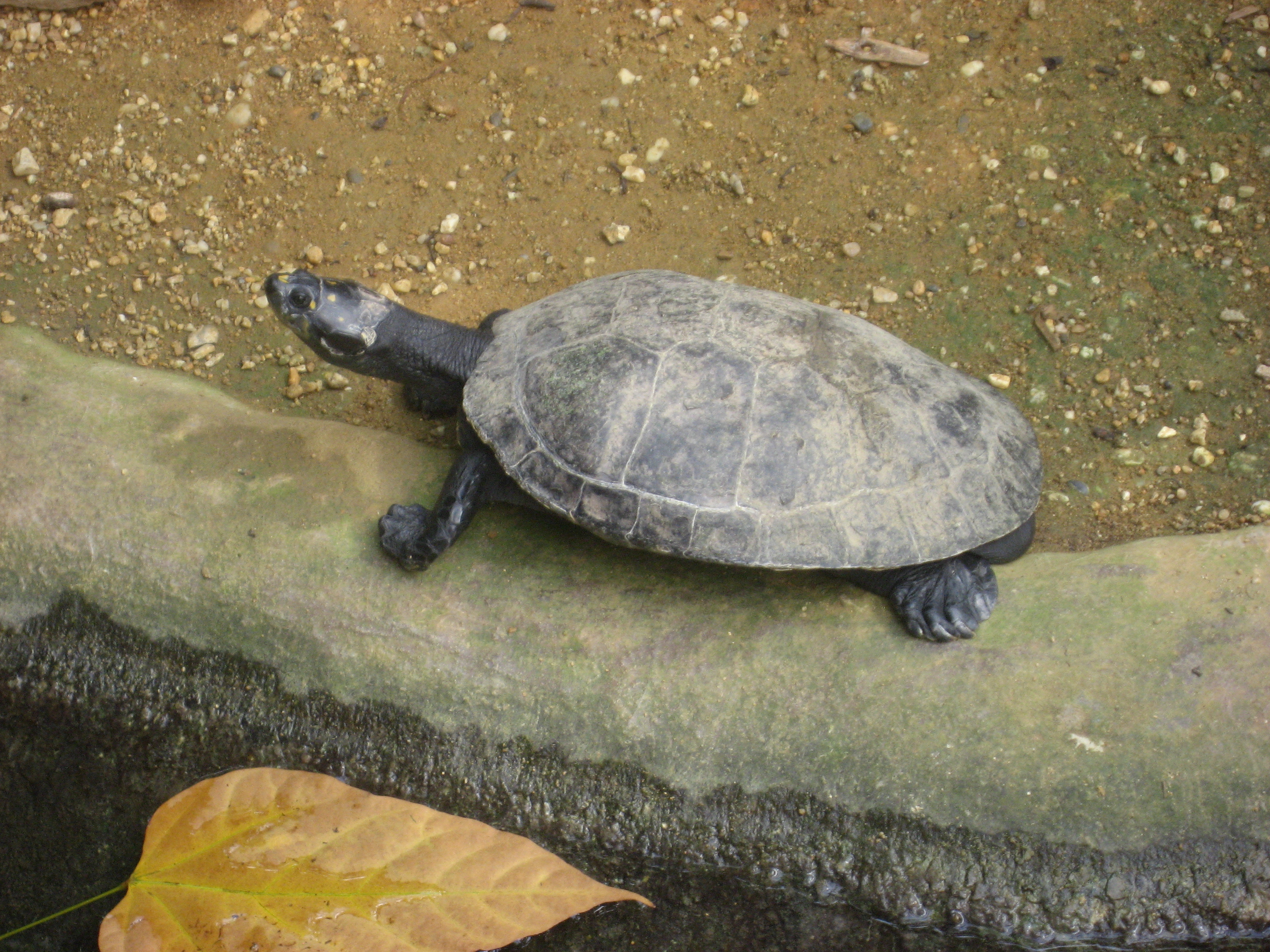
Terekay-Schienenschildkröte
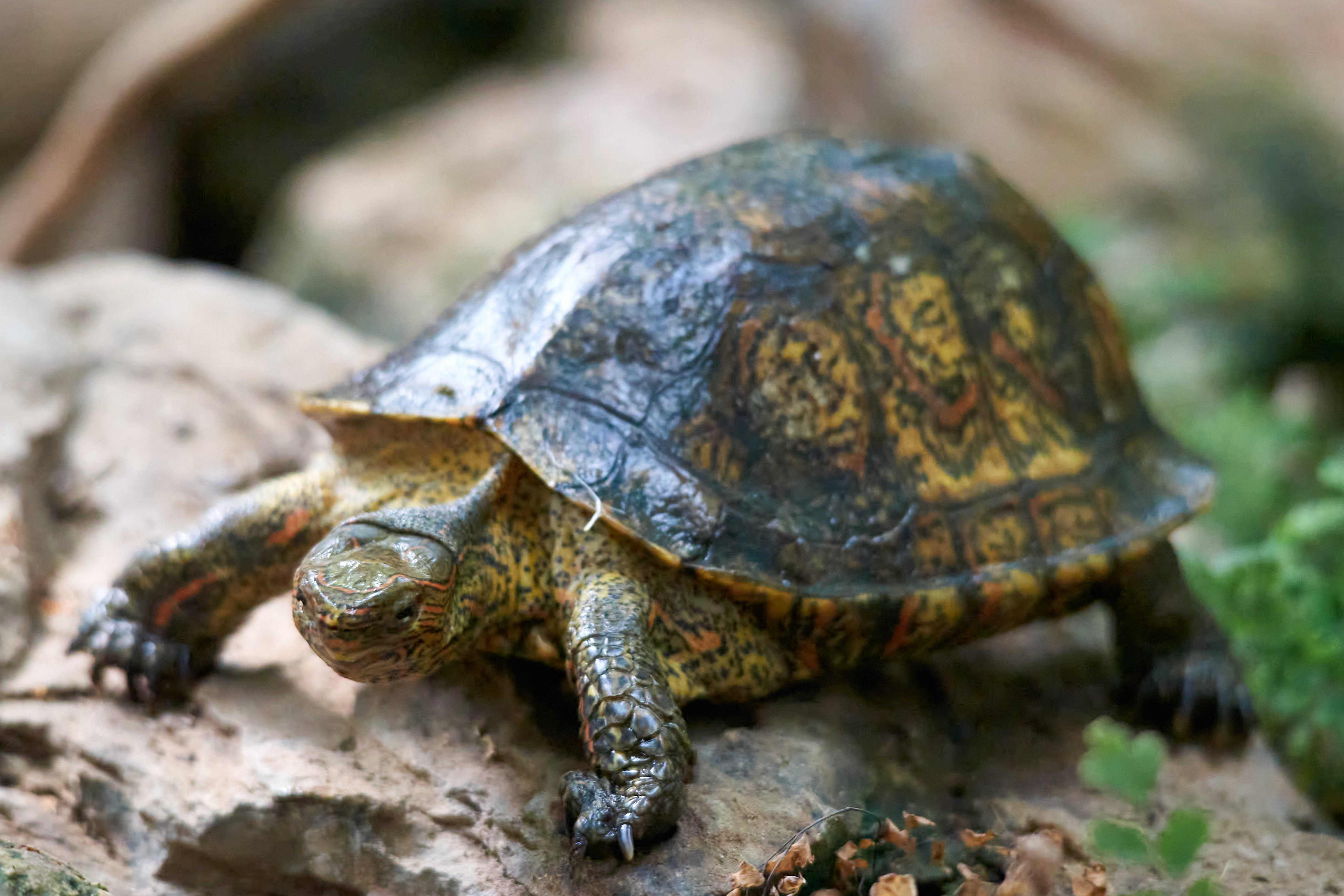
Schildkröte
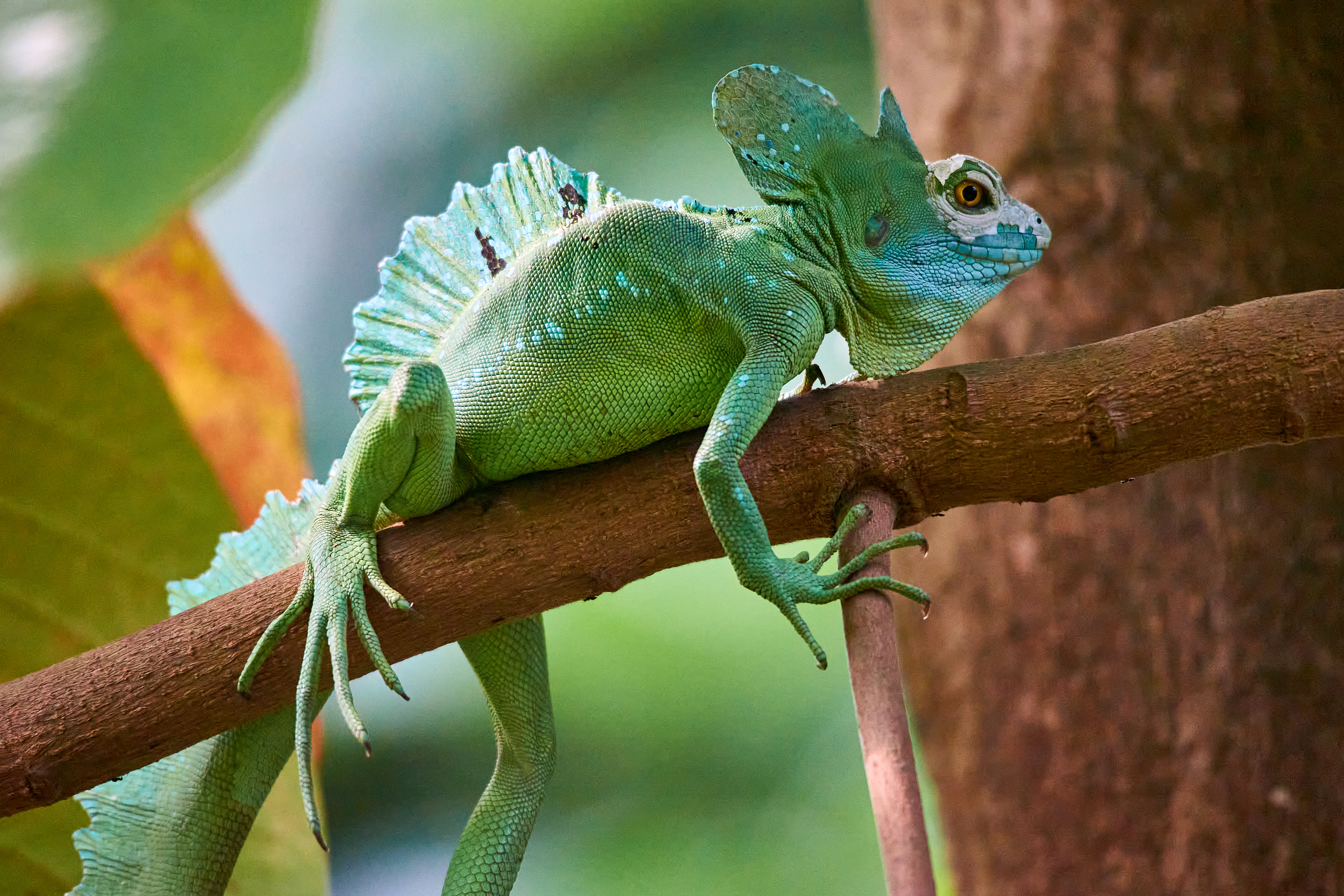
Stirnlappenbasilisk
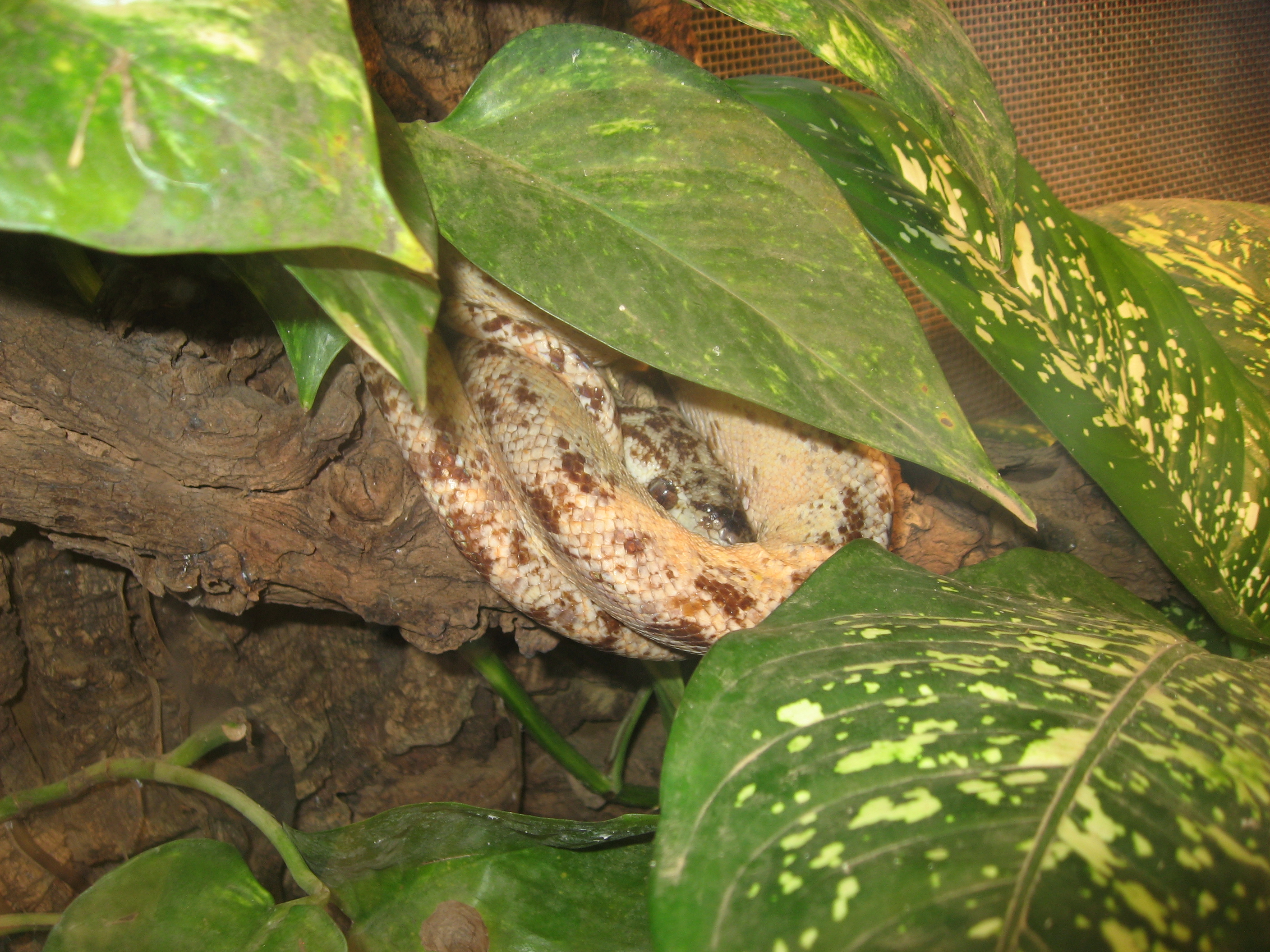
Hundskopfboa

Insekten
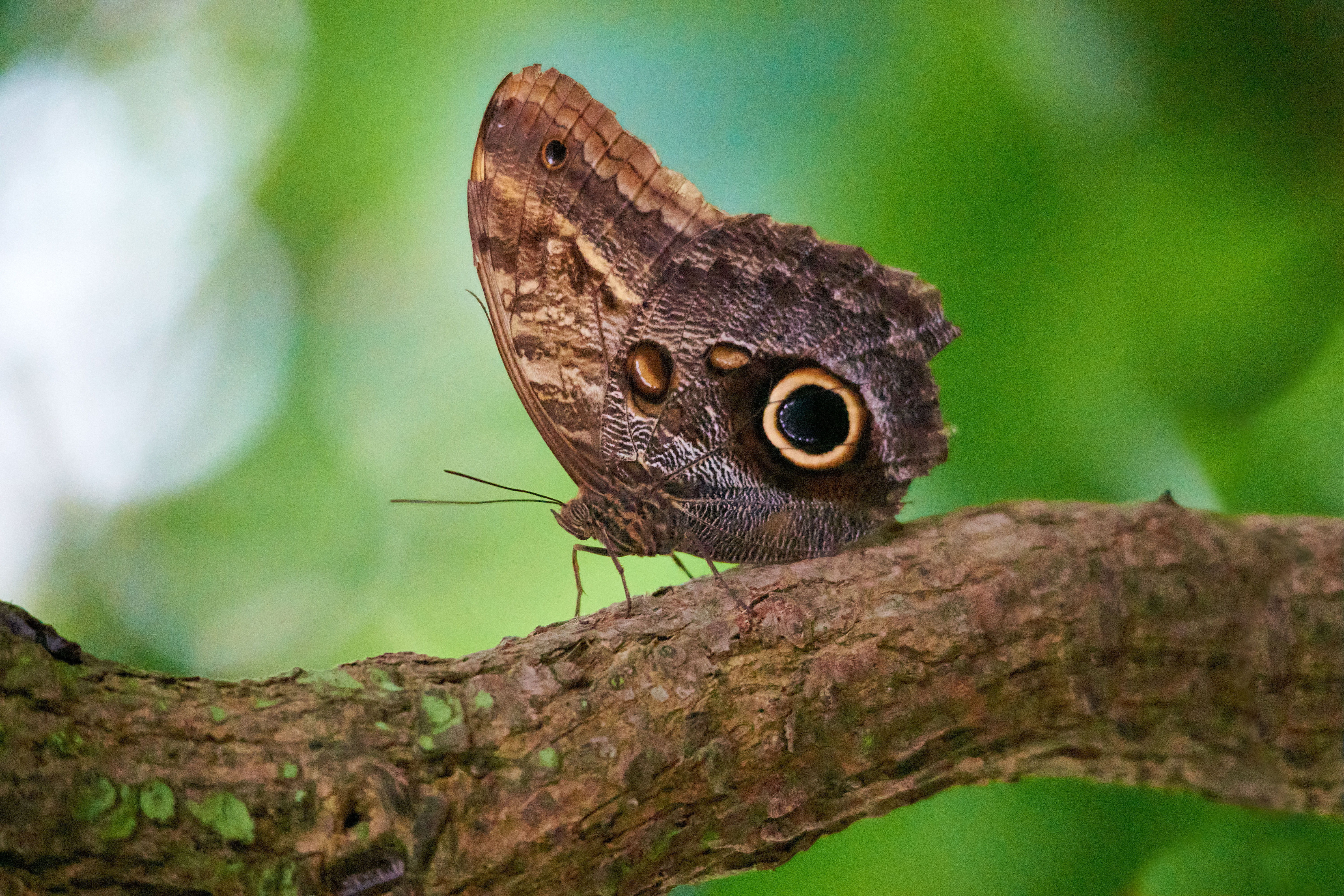
Eulenfalter
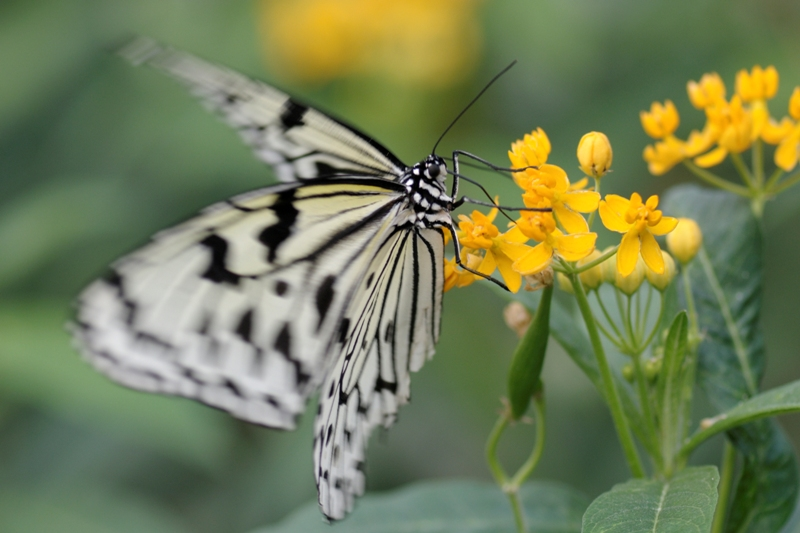
Weiße Baumnymphe
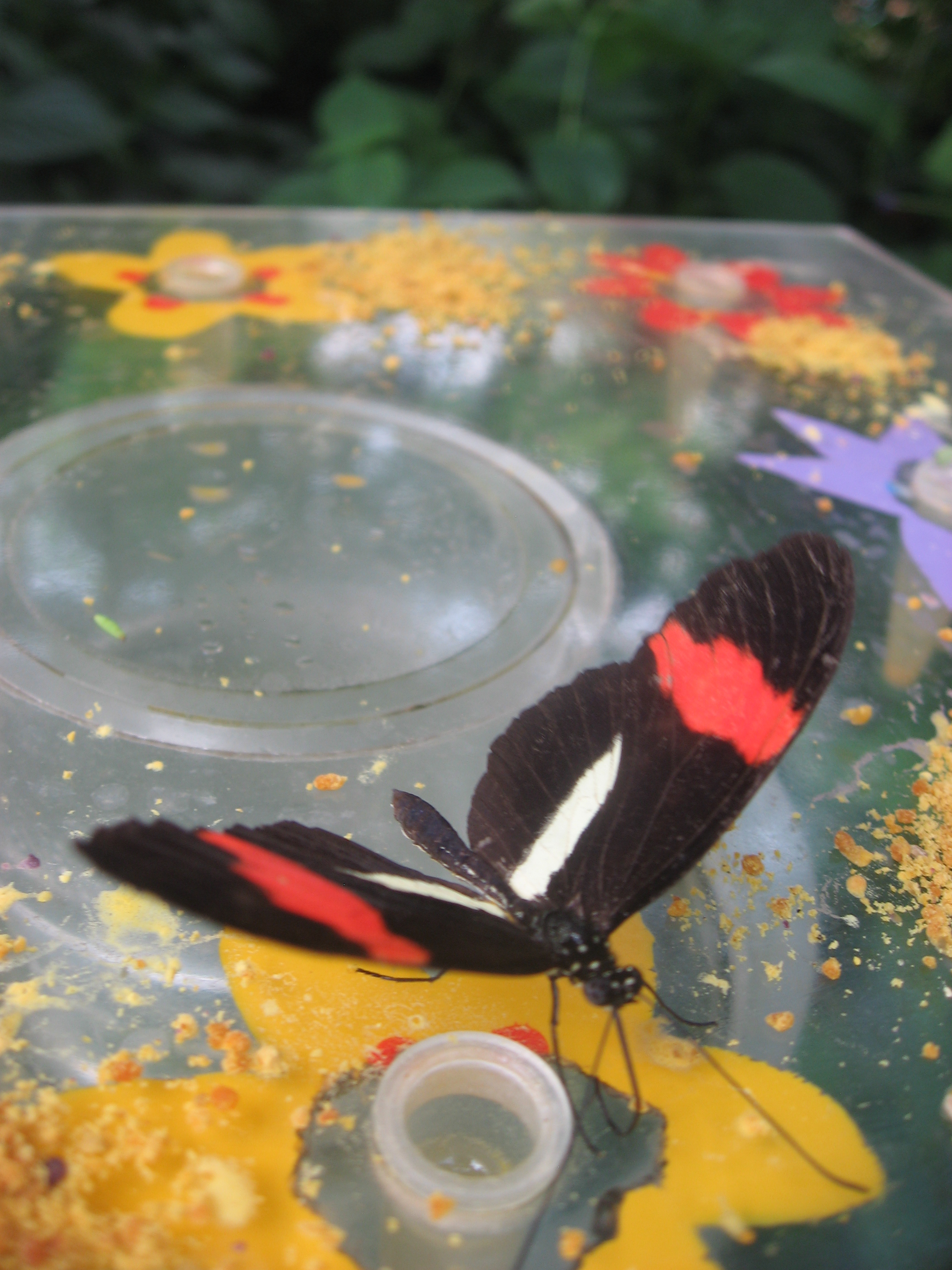
Großer Kurier
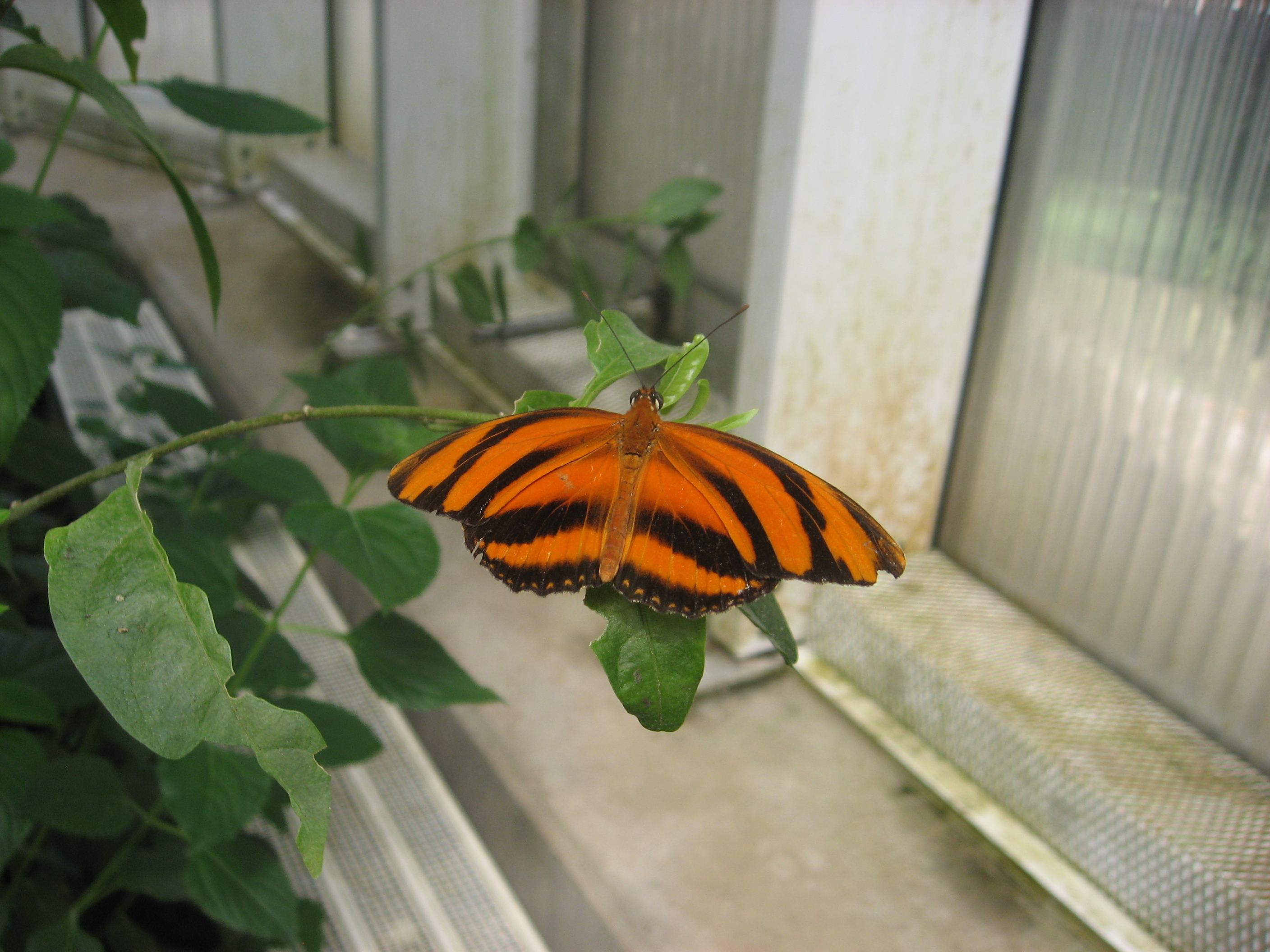
Dryadula phaetusa
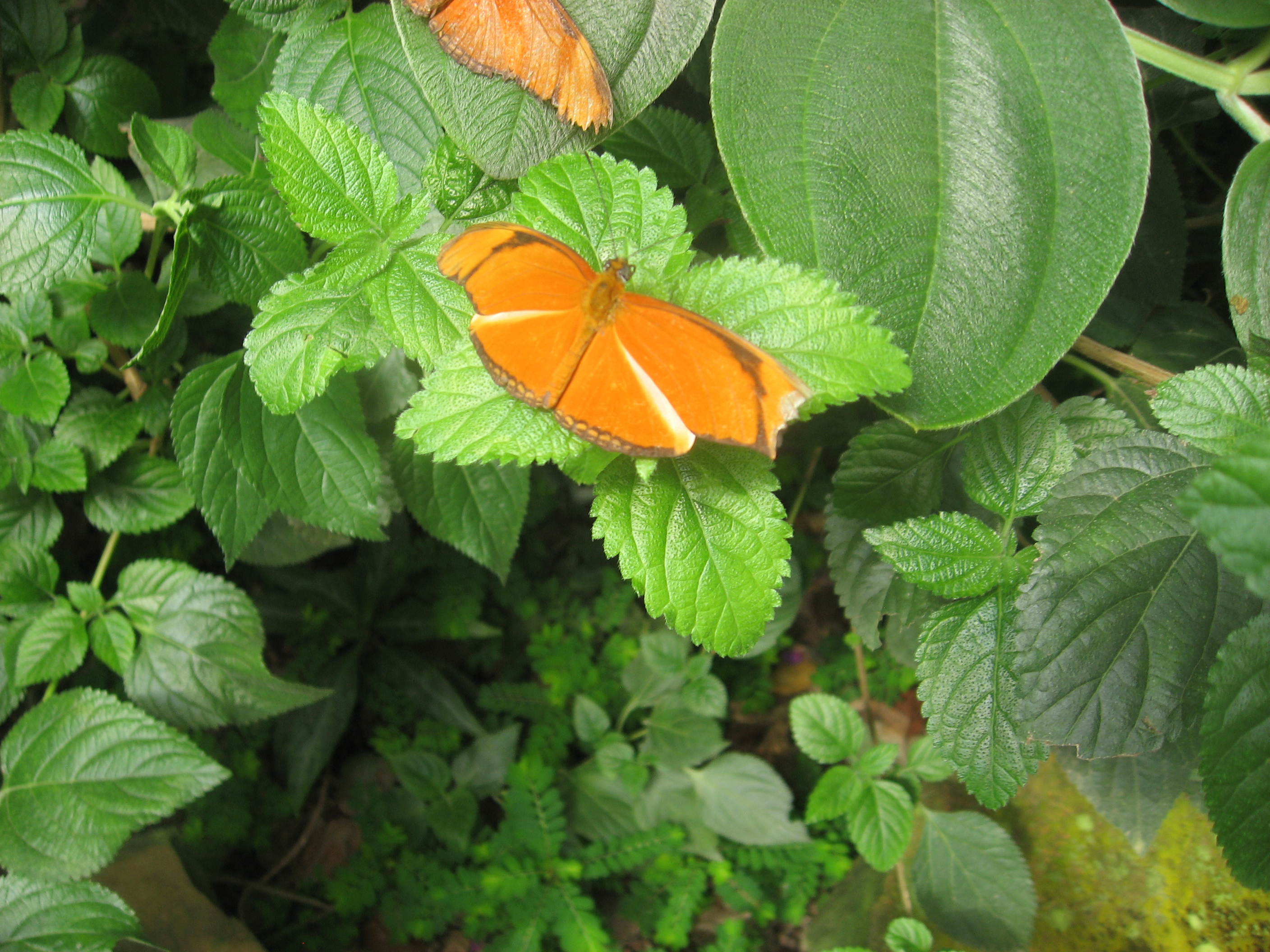
Julia-Falter
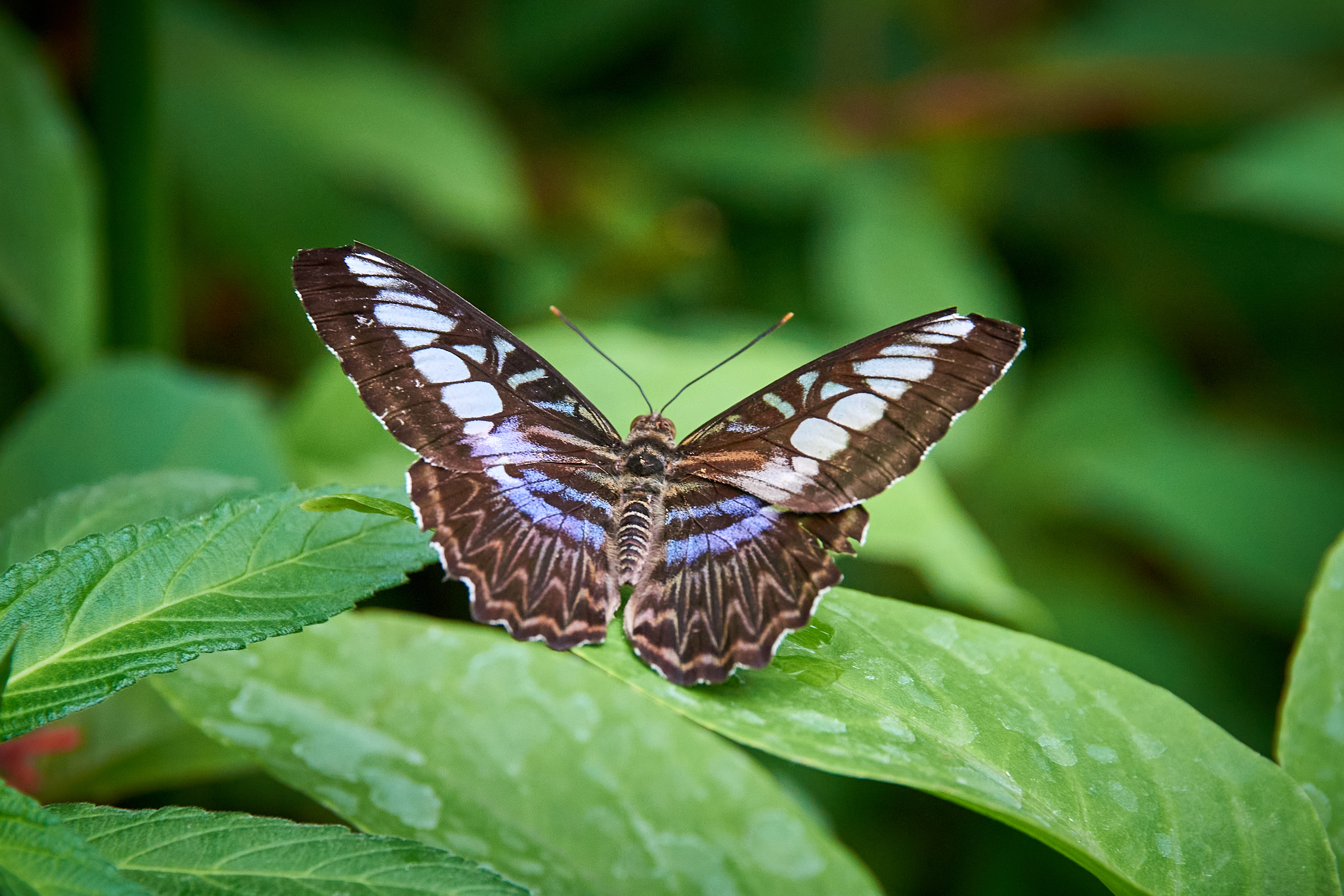
Schmetterling
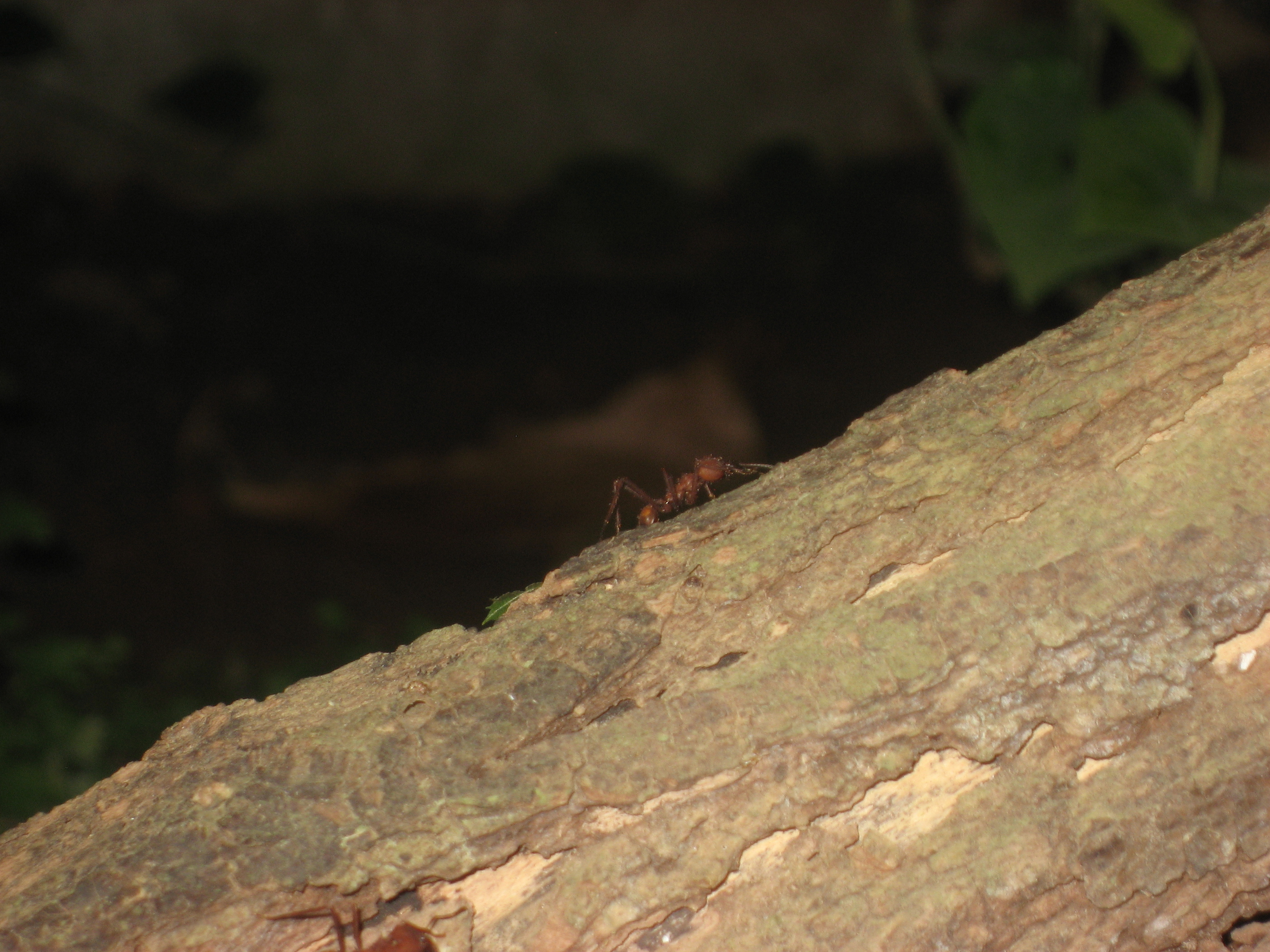
Blattschneiderameise

## Lebensräume

### Affentropenhaus

#### 1975–2019

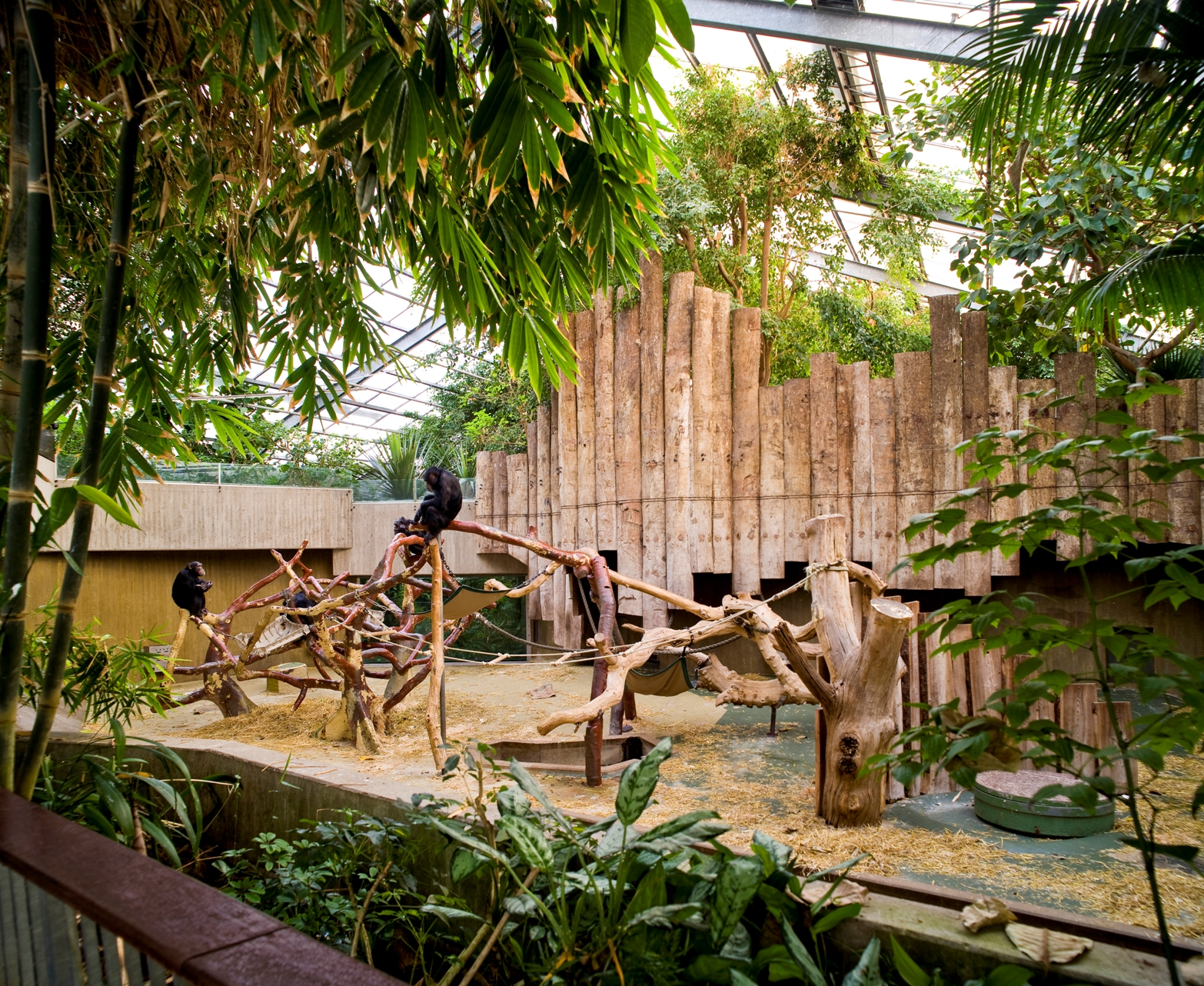
Das Gehege der Schimpansen im Krefelder Affentropenhaus (2010)

Das Affentropenhaus wurde im Jahr 1975 als weltweit erstes dieser Art eröffnet. Die Grundfläche des Baus im Gewächshausstil lag bei 2000 Quadratmetern. Finanziert wurde er durch die Walter-Gehlen-Stiftung und die Zoofreunde Krefeld. Im Affentropenhaus waren Orang-Utans, Schimpansen, Gorillas, Krallenaffen, Epaulettenflughunde und Vögel zuhause. Durch eine Temperatur von 20 bis 26 °C wurde ein tropisches, feucht-warmes Klima gewährleistet. Jeweils hinter einem Trockengraben lebten die verschiedenen Affengruppen.

#### Brand in der Silvesternacht 2019/20
In der Nacht auf Neujahr 2020 brannte das Affentropenhaus vollständig nieder. Mehr als 50 Tiere starben, darunter fünf Borneo-Orang-Utans, ein Schimpanse, zwei Flachlandgorillas (Boma und Massa), drei Goldene Löwenäffchen, zwei Silberäffchen und sechs Zwergseidenäffchen sowie einige Vögel (Schildturako, Madagaskarweber, Pagodenstar und Rotohrbülbül) und die letzten Gambia-Epaulettenflughunde Europas; nur zwei Schimpansen (Bally und Limbo) überlebten.  Zwei Wochen nach dem Brand wurde in einem Bericht des Innenministeriums bekanntgegeben, dass drei dieser Tiere erst am Morgen, gegen acht Uhr, nach dem Brand getötet wurden. Zwei Orang-Utans wurden eingeschläfert. Das Gorilla-Männchen Massa, bei dem das von der Tierärztin verabreichte Narkotikum aufgrund der Schwere der Brandverletzungen mit großflächigen Hautschäden nicht seine volle Wirkung entfaltete, wurde von einem Polizisten erschossen. Der entstandene Sachschaden liegt „im zweistelligen Millionenbereich“.
Das Feuer wurde kurz nach Mitternacht gemeldet und konnte nach Stunden von der Feuerwehr gelöscht werden. Die Zooleitung gab am Neujahrstag auf einer Pressekonferenz bekannt, dass das Feuer vermutlich durch Himmelslaternen ausgelöst wurde. Das Aufsteigenlassen von Himmelslaternen ist in Nordrhein-Westfalen seit 2009 verboten. Nach Polizeiangaben wurden drei solcher Himmelslaternen am Brandort sichergestellt. Die wahrscheinlichen Verursacher des Brandes, eine Mutter und ihre beiden erwachsenen Töchter, meldeten sich bei der Polizei. Sie hatten fünf Himmelslaternen aufsteigen lassen. Das Amtsgericht Krefeld verhängte gegen die drei Frauen wegen fahrlässiger Brandstiftung Strafbefehle mit je 180 Tagessätzen Geldstrafe, gegen die diese zunächst Einspruch einlegten, später jedoch akzeptierten.
Im Anschluss an das Unglück gab es zahlreiche Hilfs- und Spendenaktionen aus der Bevölkerung, darunter ein Benefiz-Event, das von Johannes Floehr und Jean-Philippe Kindler in der Kulturfabrik organisiert wurde und bei dem unter anderem Torsten Sträter auftrat. Auch ein Fußball-Spendenturnier, bei dem sich der KFC Uerdingen 05, die Krefeld Pinguine, die HSG Krefeld sowie der Crefelder HTC beteiligten, wurde ausgerichtet.

#### Planung Artenschutzzentrum „Affenpark“
Bereits kurz nach dem Brand kündigte der Zoo an, auch weiterhin Menschenaffen halten zu wollen. Am 12. Juni 2020 wurden erste konkrete Pläne für das Großprojekt „Affenpark“ vorgelegt.
Der Zoo soll um mehr als 4000 Quadratmeter erweitert werden. Von der Gesamtfläche sollen dann zwei Hektar den Affenpark bilden, wofür einige andere Tierarten abgegeben werden müssen. Die bereits existierende Gorillaanlage soll einbezogen werden, wird jedoch erweitert und um eine zweite Anlage sowie ein zweites Haus ergänzt werden. Die Schimpansen sollen zwei große Außenanlagen und ein Innengehege bekommen, die Borneo-Orang-Utans sollen hingegen vier, dafür kleinere, Außenanlagen bekommen. Insgesamt sollen zwischen 30 und 40 Menschenaffen im Affenpark leben. Auch sollen ein Haus und eine Außenanlage für Lemuren entstehen sowie ein Haus für weitere kleine Affen, ein Tropenhaus mit Vögeln und eine Anlage für Aldabra-Riesenschildkröten, bestehend aus einem Außen- und Innenbereich. Im vorderen Bereich sollen ein Informationscenter mit Shop und eine Picknickmöglichkeit mit Spielplatz entstehen.
Das Projekt soll in mehreren Etappen umgesetzt werden, wobei die Erweiterung der Gorillaanlage den Anfang machen wird. Die gesamte Umsetzung wird sich mehrere Jahre hinziehen. Die Gesamtkosten für das Projekt sind noch unklar. Mit Blick auf Neubauprojekte der letzten Jahre z. B. im Zoo Rostock oder in der Wilhelma in Stuttgart wird von mindestens 20 Millionen Euro ausgegangen. Durch Spenden von Privatleuten und eine Benefizveranstaltung kamen bereits über 2,5 Millionen Euro an Spenden zusammen, auch mit öffentlichen Geldern ist zu rechnen, da das Projekt in Zusammenarbeit mit der Stadt geplant wurde und sich der Stadtrat mit großer Mehrheit für die Umsetzung aussprach. Kritik an dem Projekt kam von der Linksfraktion. Ihrer Ansicht nach sind der Brand und die Frage nach einer Verantwortung des Zoos noch nicht gut genug geklärt. Die Diskussion über einen Neubau komme daher zu früh.

### Gorillagarten

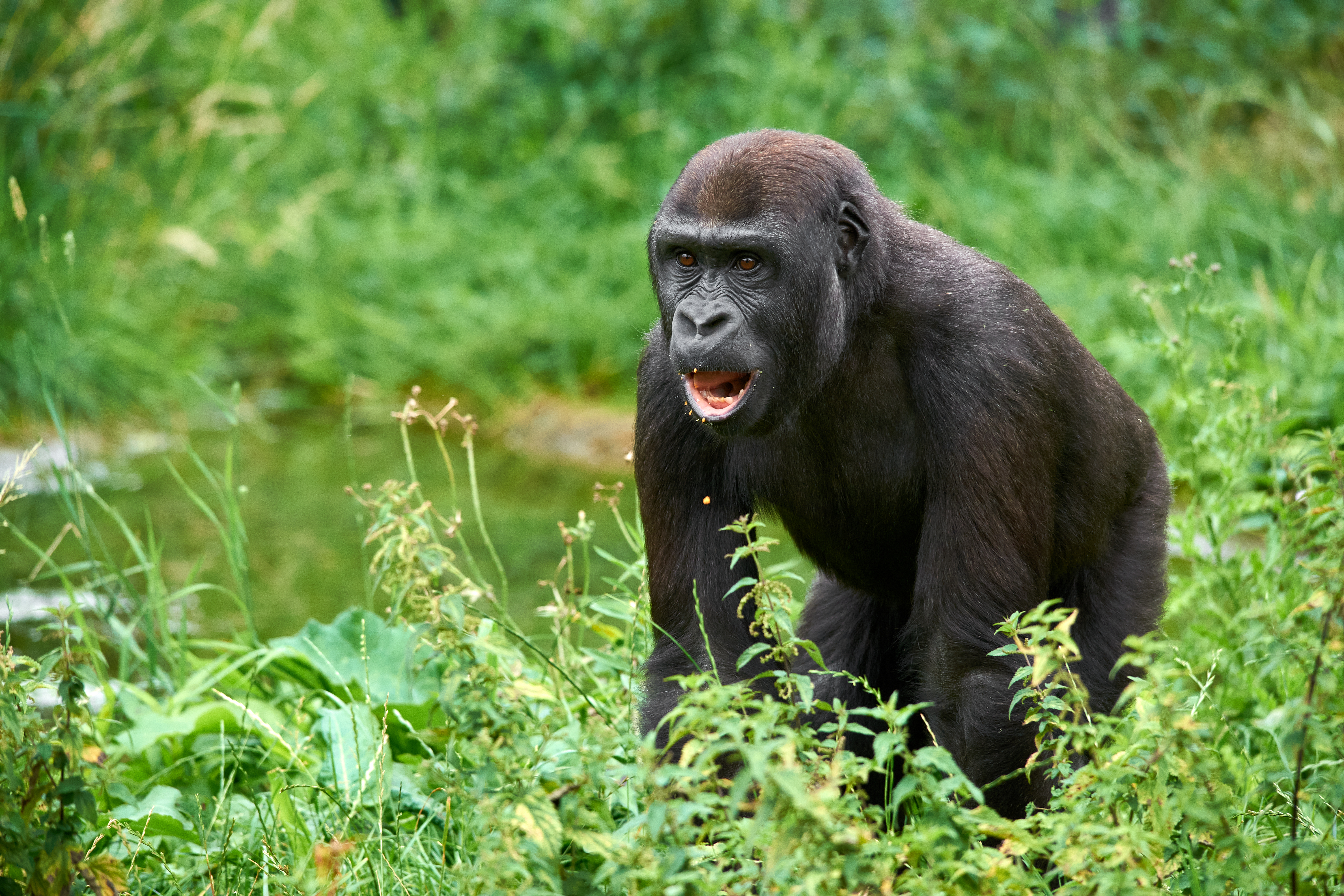
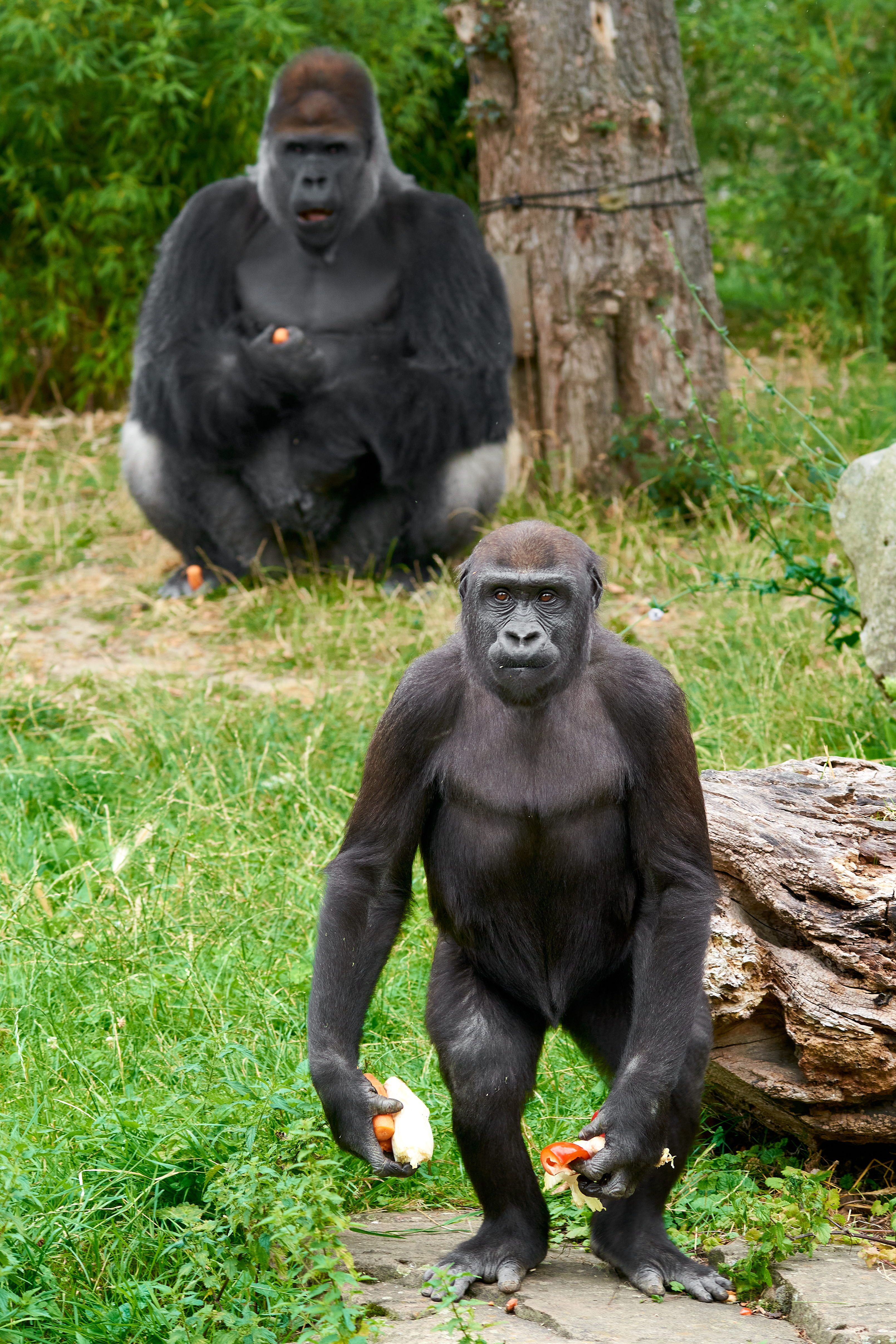
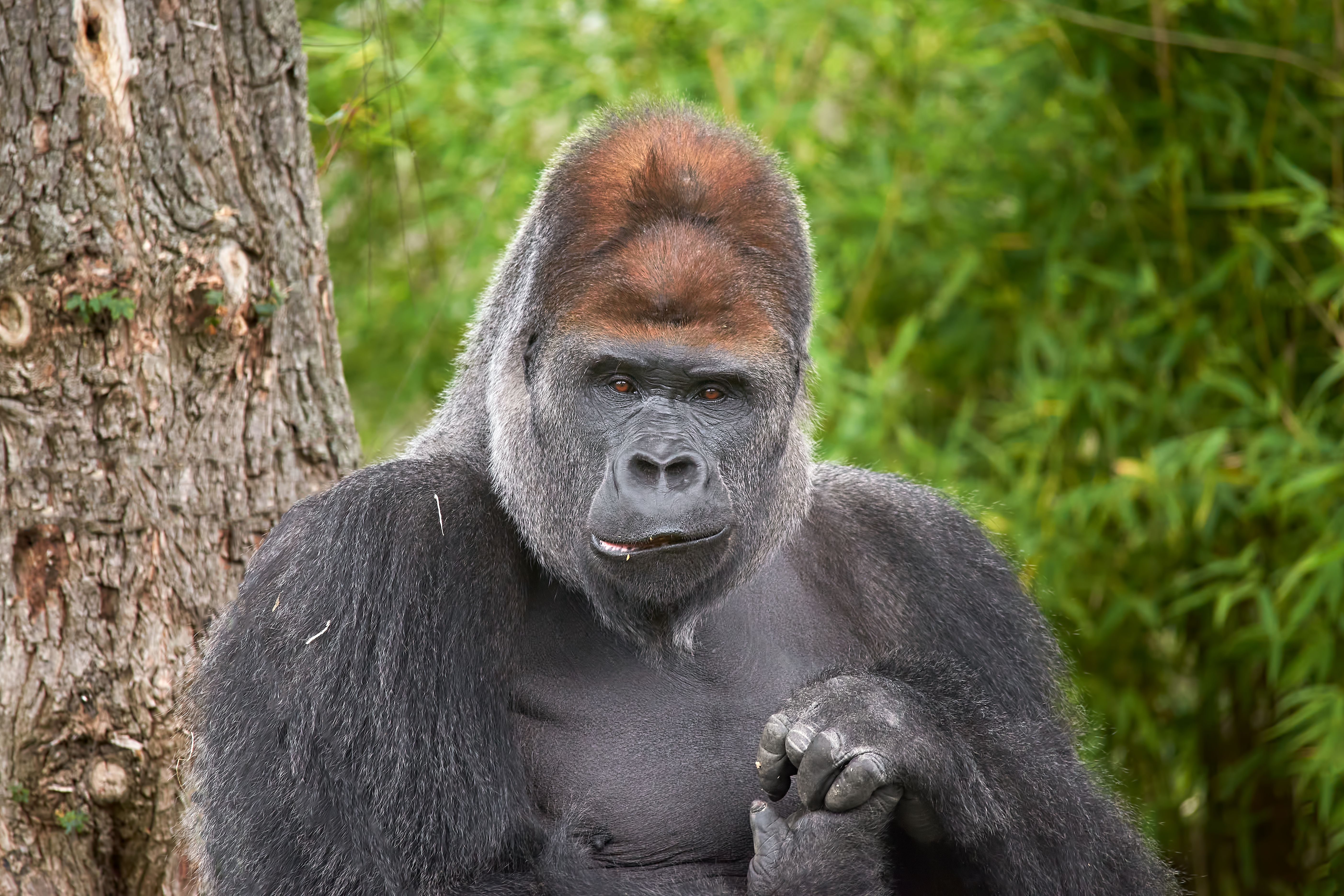
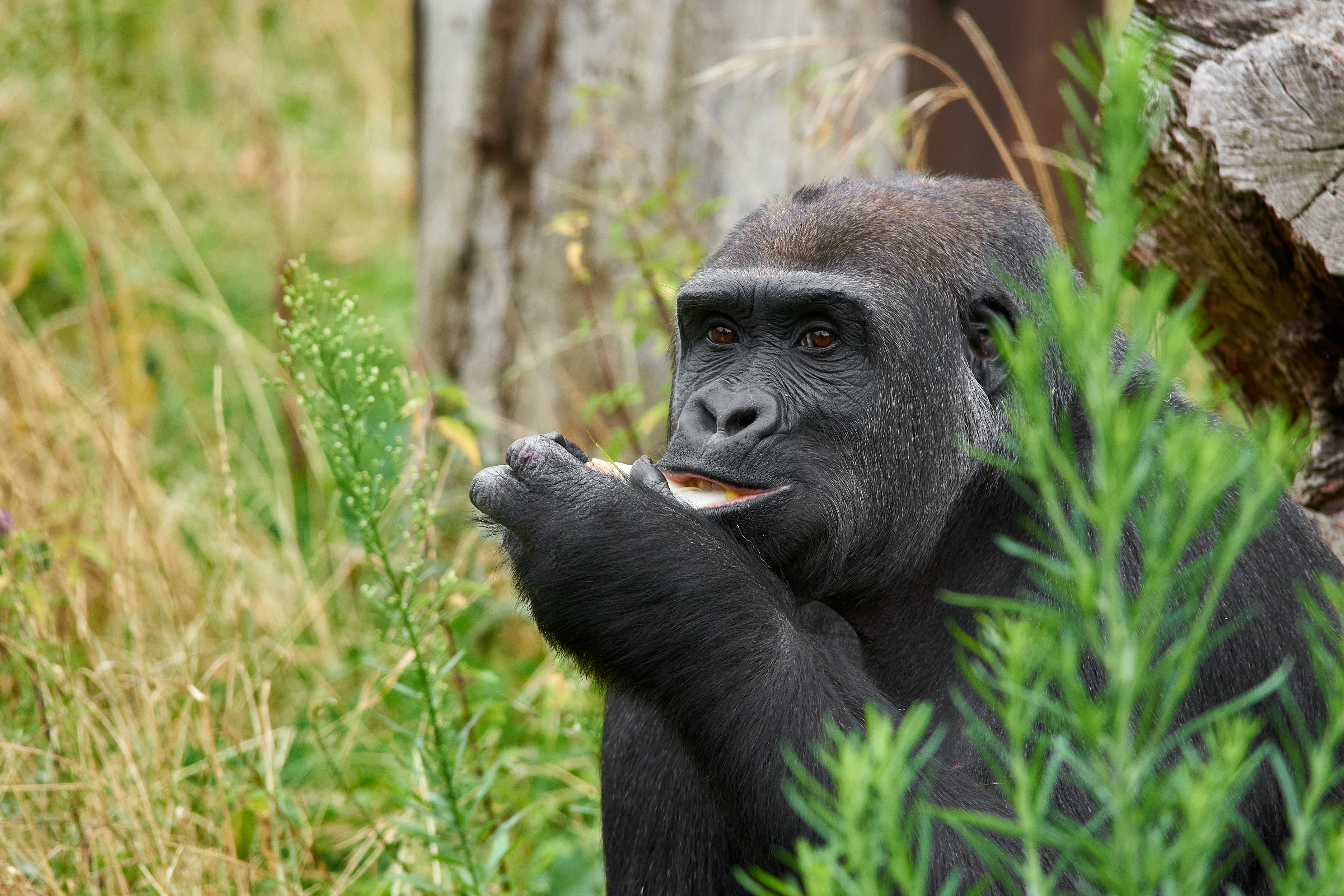
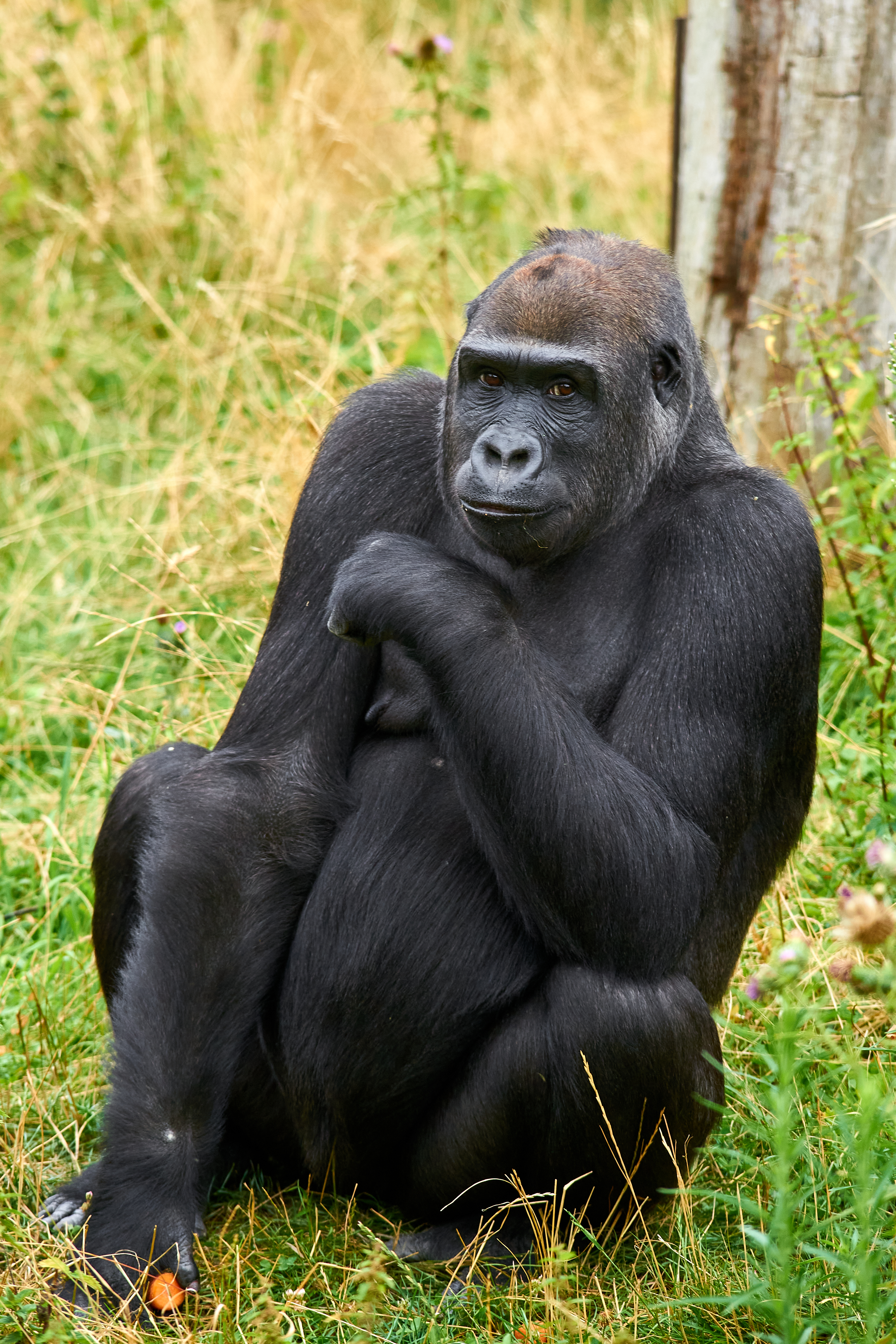
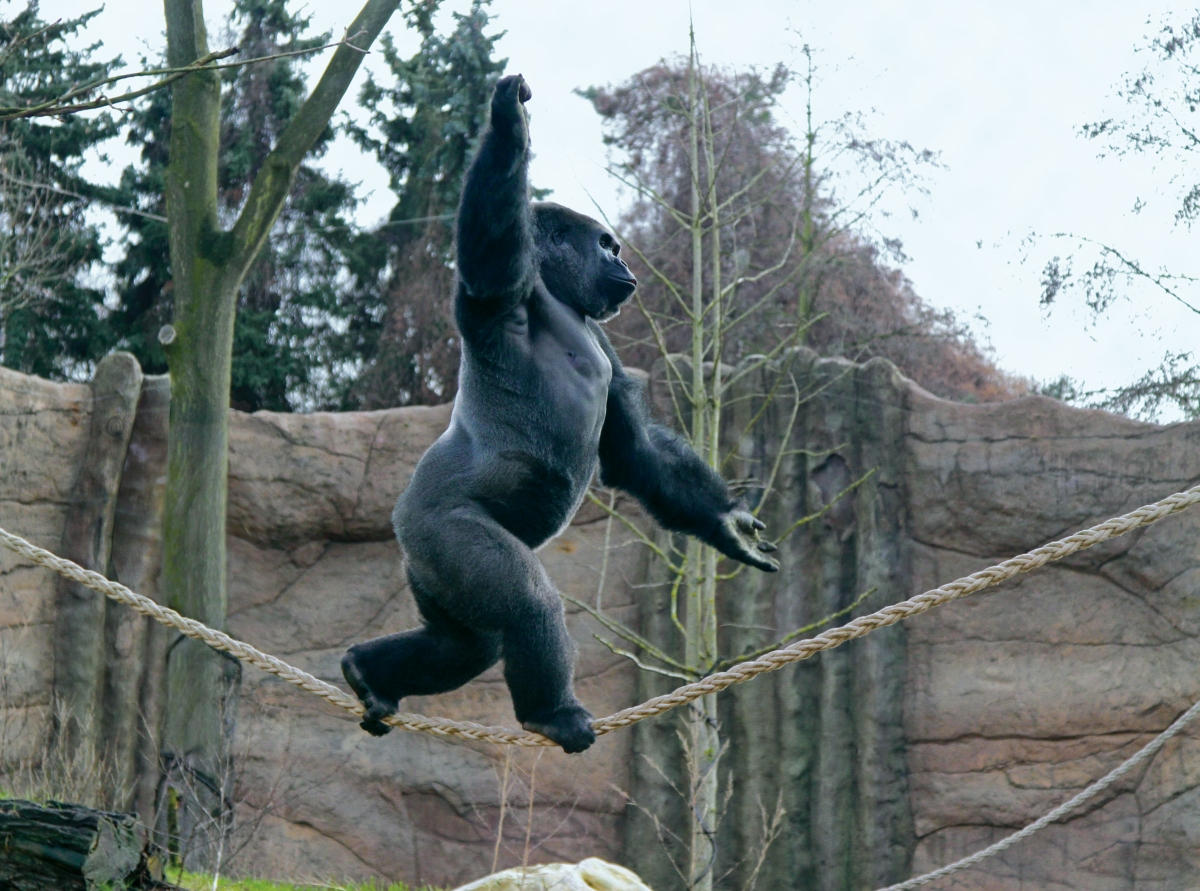
Silberrücken Kidogo bei seinem Seiltanz

Im 2012 eröffneten Gorillagarten kann man die Menschenaffen in einem Freigehege in Aktion beobachten. Das Gehege hat eine rund 1.200 m² umfassende Außenanlage mit einem angrenzenden 360 m² großen Gorillahaus. Bisher kamen folgende männliche Jungtiere dort zur Welt: Tambo (* 2. Juni 2013, Kidogo x Muna, umgezogen 2020 nach Thoiry), Pepe (* 6. Mai 2015, Kidogo x Miliki), Bobóto (* 31. Dezember 2018, Kidogo x Miliki) und Santu (* 14. Juli 2021, Kidogo x Muna).
Der damals neue Silberrücken Kidogo brachte den Zoo 2012 weltweit in die Schlagzeilen, als er auf einem im Gorillagarten gespannten Seil zwischen zwei Bäumen entlang balancierte. Der Gorilla wiederholte diesen „Seiltanz“ anschließend noch einige Male.
Im Rahmen des Projektes „Artenschutzzentrum Affenpark“ wird das bestehende Außengehege vergrößert und durch zwei Häuser und eine weitere Außenanlage ergänzt.

### Pelikanlagune

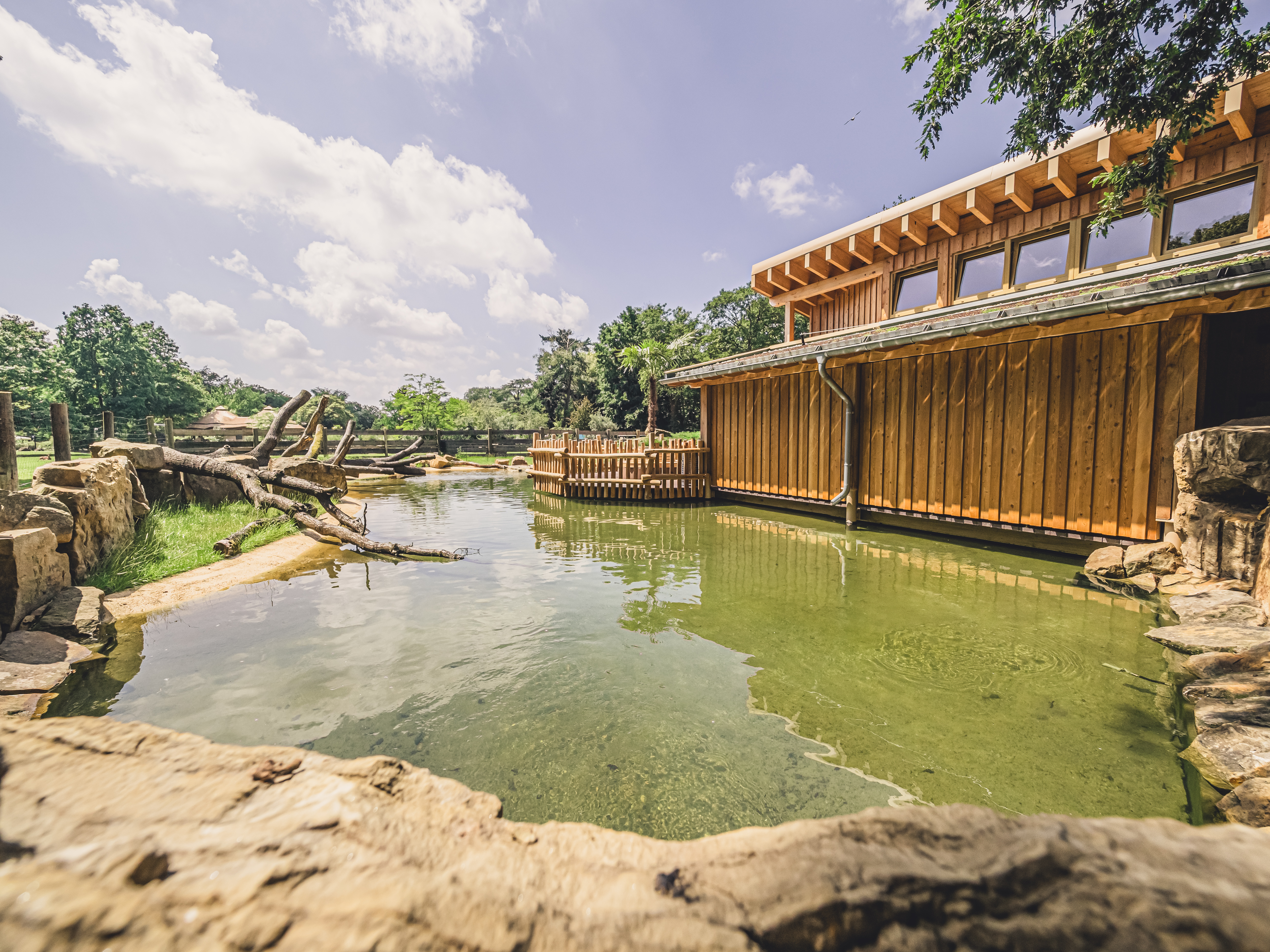
Pelikanlagune im Krefelder Zoo (2020)

Im Juli 2020 wurde nach zweijähriger Bauzeit die Pelikanlagune eröffnet. In dem Gehege, das insgesamt eine Größe von 3000 Quadratmetern hat, wovon die Teichanlage 450 Quadratmeter, das Stallgebäude 70 Quadratmeter und die Pflanzenkläranlage 150 Quadratmeter in Anspruch nehmen, leben zurzeit 12 Rosapelikane. Das Gebäude ist so konstruiert, dass die Pelikane es nur schwimmend über den Teich erreichen können. Dadurch wird insbesondere die Futterkonkurrenz durch die im Zoo lebenden Graureiher unterbunden, die den Pelikanen zunehmend ihr Fischfutter streitig machten.

### Regenwaldhaus

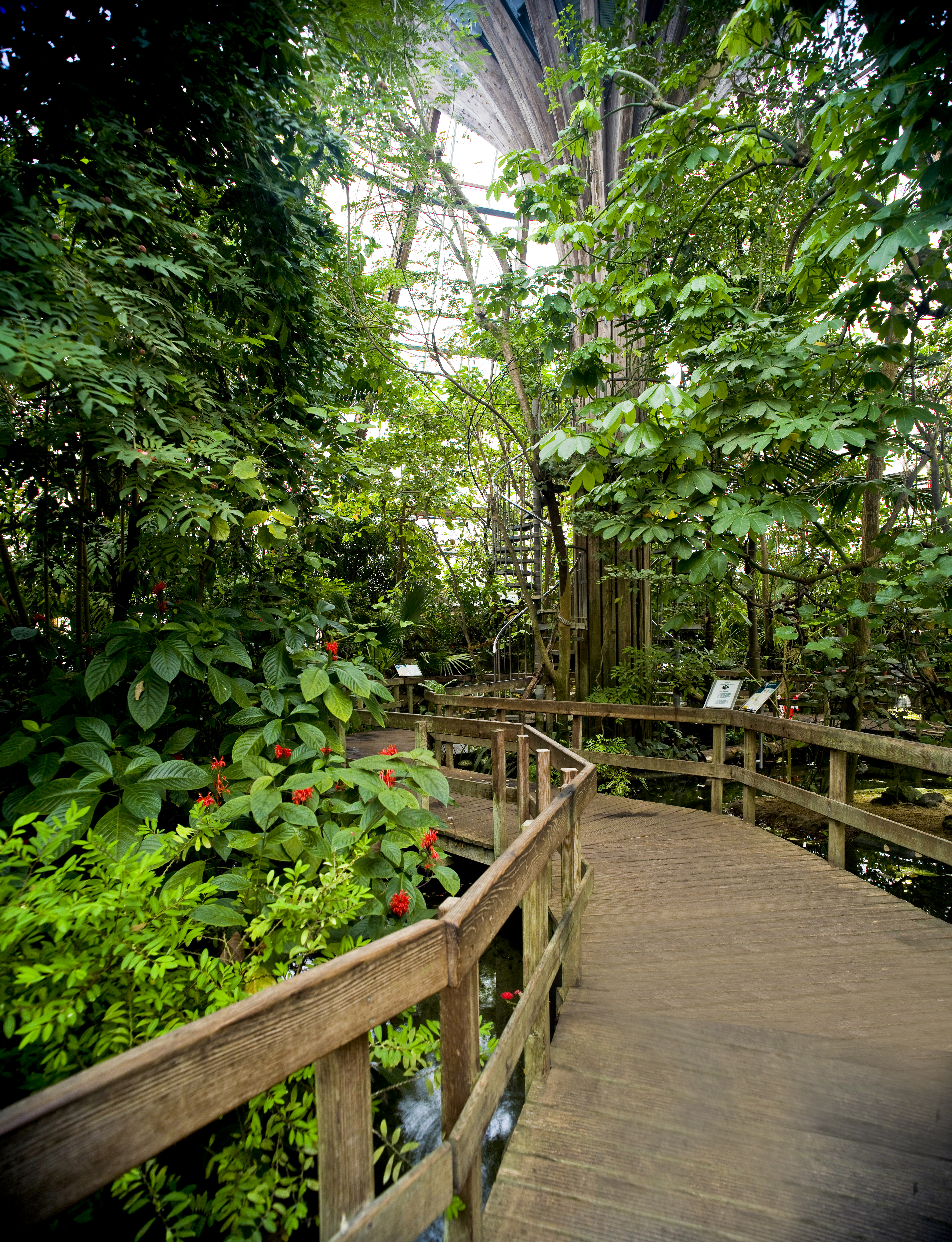
Das begehbare Regenwaldhaus (2010)

Das Krefelder Regenwaldhaus mit einer Dachkonstruktion aus Plexiglas und Holz wurde 1998 als drittes Tropenhaus des Krefelder Zoos eröffnet. Sein Bau wurde aus dem Nachlass des Krefelder Unternehmers Walter Gehlen finanziert. In ihm leben Blattschneiderameisen, Blumen-Fledermäuse, Tamanduas, Leguane und Stirnlappenbasilisken, sowie Schildkröten und verschiedene Fischarten.
Weißkopfsakis, Zweifingerfaultiere, Brasiltangare, Schmucktäubchen und Monserrattrupiale bewegen sich frei durch die 1.100 m² große Halle. Gefährlichere Tiere wie die Keilkopf-Glattstirnkaimane, Vogelspinnen, Pfeilgiftfrösche und eine Grüne Anakonda sind hingegen gesichert untergebracht.

### Südamerikahaus
In dem wie ein Farmhaus gebauten Südamerikahaus leben drei Vertreter der großen Pflanzenfresser Südamerikas: Flachlandtapire, Wasserschweine und Guanakos. Sie teilen sich die Anlage mit dem größten Vogel des Kontinents, dem Nandu.

### Pinguinpool

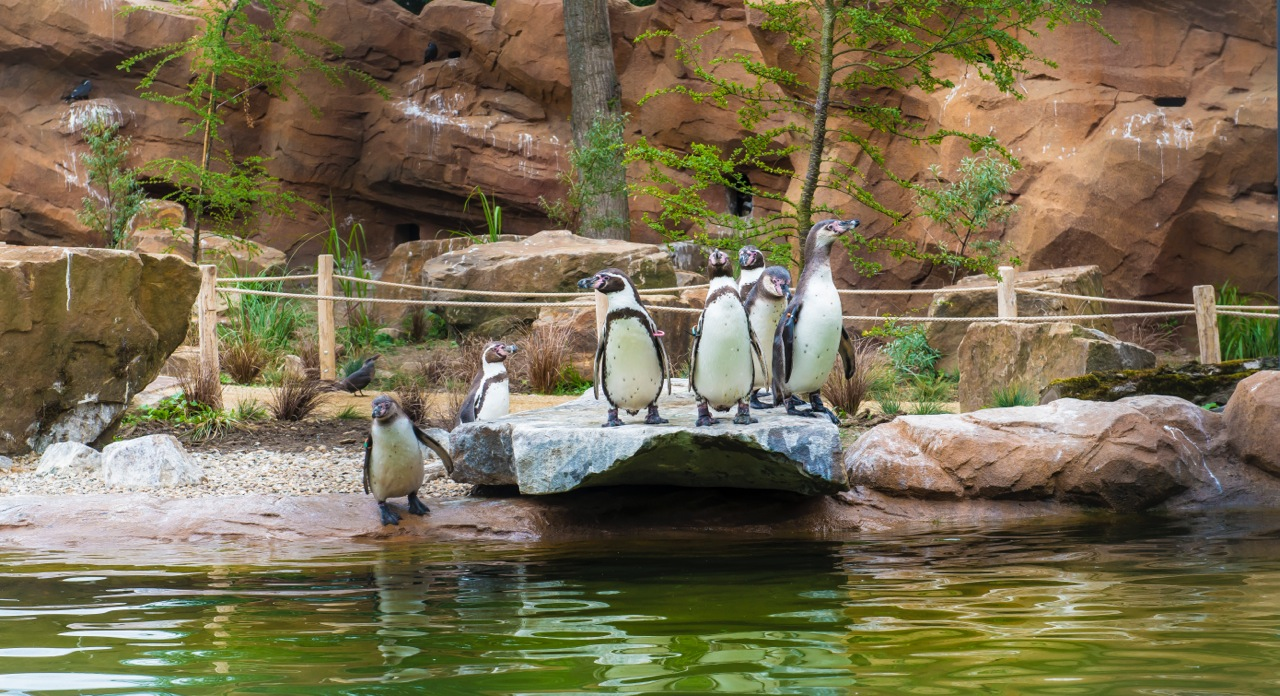
Pinguinpool (2014)

Das 2014 eröffnete, 800 Quadratmeter große Gehege für Humboldt-Pinguine, Inkaseeschwalben, Zimtenten und Rotschulterenten befindet sich in direkter Nachbarschaft zum Regenwaldhaus und beherbergt eine Pinguinkolonie von zehn Brutpaaren. Das Terrain für die Pinguine teilt sich in zwei Drittel Landfläche und ein Drittel Wasserfläche auf. Vorbild für die Gestaltung des neuen Geheges, insbesondere der Kunstfelswand, war der natürliche Lebensraum der Pinguine: die Küstenregionen von Nordchile und Peru am kalten Humboldtstrom. Die gesamte Anlage wurde mit einer Netzkonstruktion überspannt, so dass neben Humboldt-Pinguinen auch Inkaseeschwalben, Zimt- und Rotschulterenten gehalten werden können. Humboldt-Pinguine sind zwar mit zwei Gefiederschichten ausgestattet, aber für besonders frostige Winter steht den Bewohnern der Anlage ein kleines Warmhaus zur Verfügung.
Besucher können die Tiere direkt in der begehbaren Anlage auch unter Wasser beobachten.

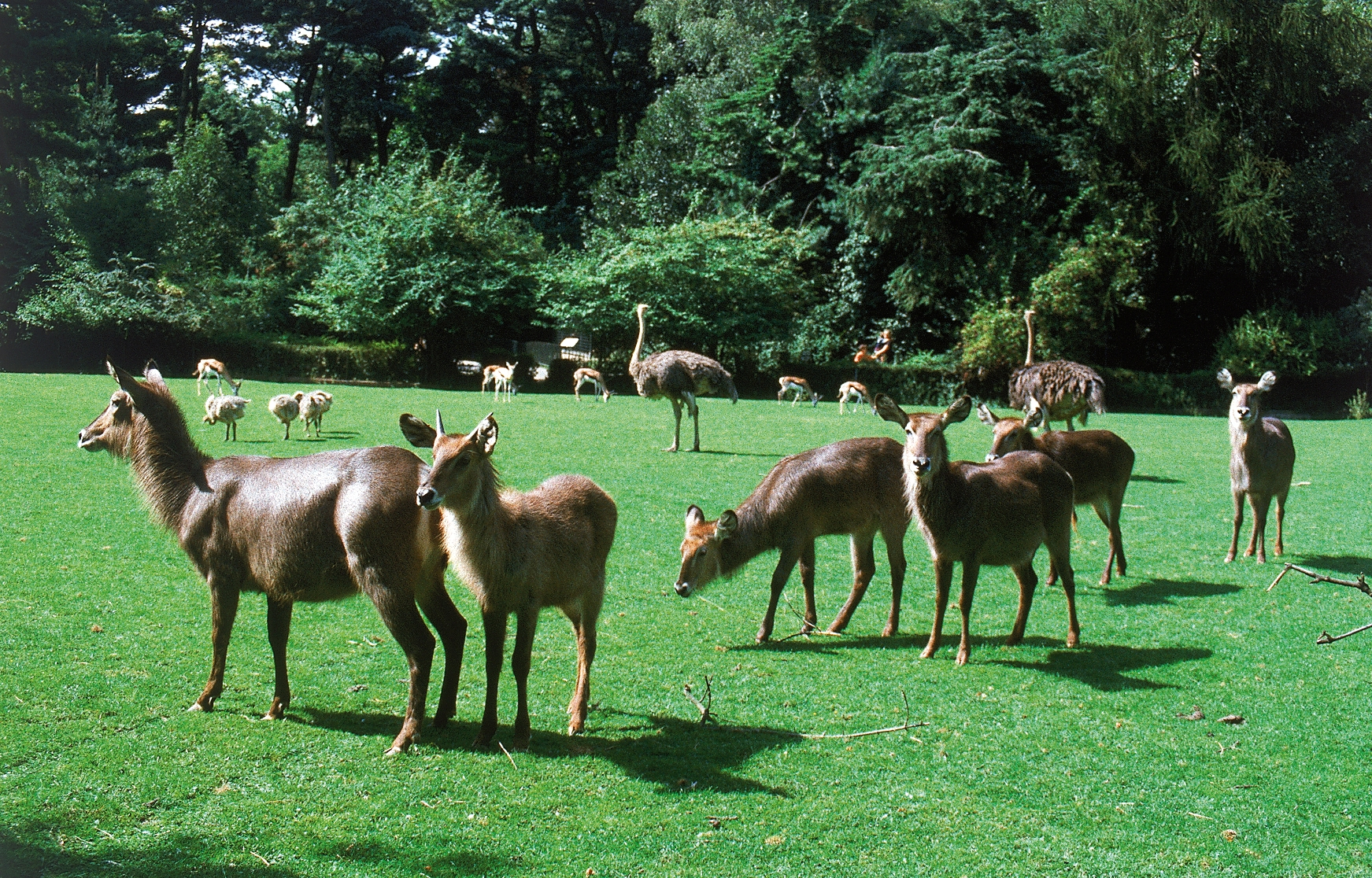
Afrikawiese (2010)

### Afrikasavanne
Die Afrikasavanne im Krefelder Zoo ist 1 Hektar groß und stellt einen Ausschnitt einer Savannenlandschaft dar. In der offenen Landschaft leben große Kudus, Impalas und Strauße. Der Weg zur Afrikawiese führte über mehrere Bauabschnitte. Anfang 2014 erfolgte die Fertigstellung einer Stallanlage für die Antilopen und Strauße.

### Großtierhaus
Das Großtierhaus wurde 1977 errichtet. Es beherbergt zwei Asiatische Elefanten, ein Zwergflusspferd und eine Spitzmaulnashorn-Familie. Der Zoo Krefeld ist einer von fünf Zoos in Deutschland, die Nachzuchterfolge bei dieser afrikanischen Tierart erzielen können.
2010 wurde umgebaut und die Elefantenhaltung von der Kettenhaltung auf die Boxenhaltung umgestellt. Grundlage dafür waren neue Erkenntnisse zum Sozialverhalten der Tiere und veränderte Haltungsvorschriften. Seitdem können die beiden Elefantenkühe Rhena und Mumptas Mahal die Nachtstunden verbringen, ohne angekettet zu sein.

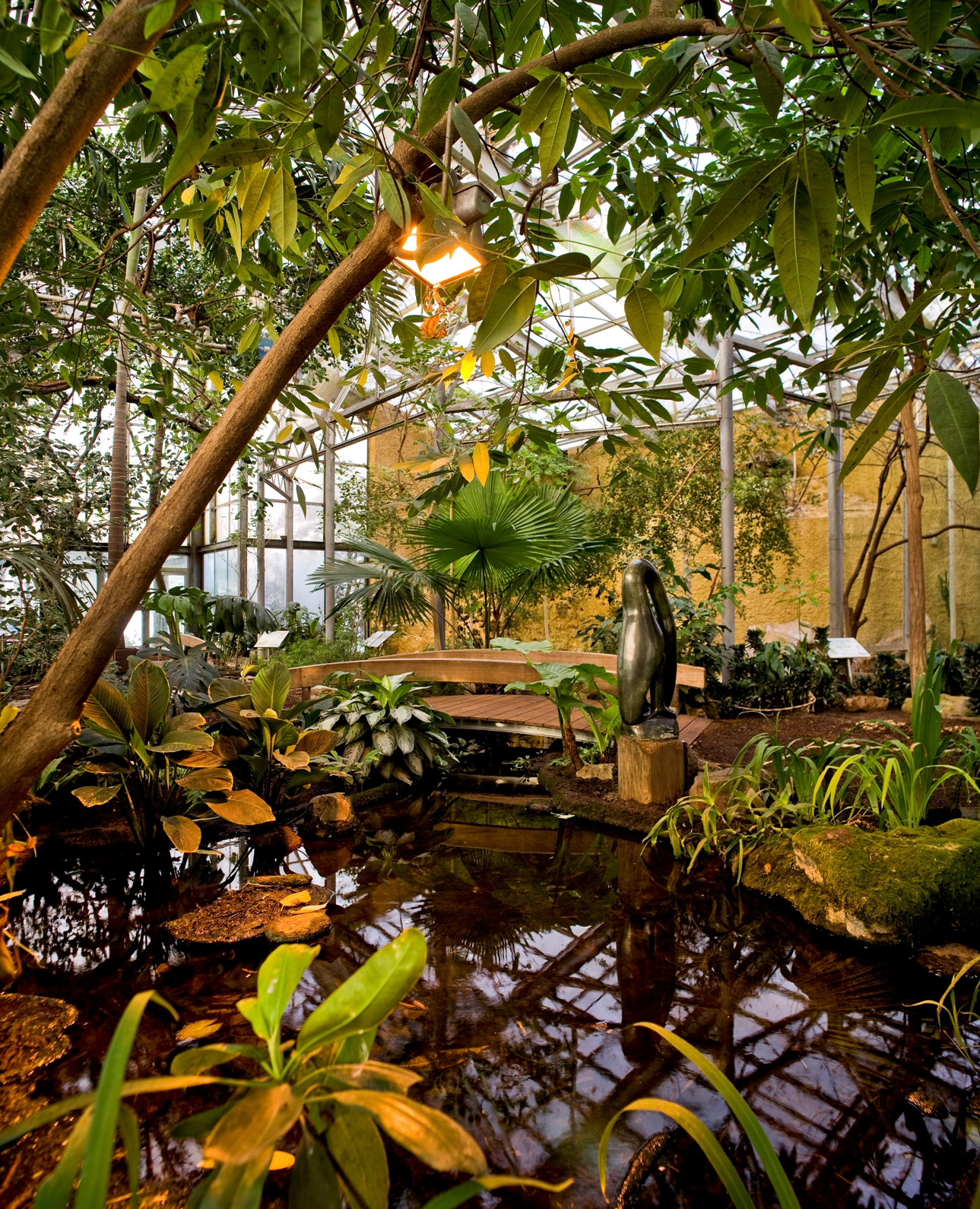
Das Vogeltropenhaus (2010)

### Nashornanlage
Im April 2015 begannen die Bauarbeiten an der neuen Nashornanlage, die direkt an die große Afrikawiese angrenzt. Die Bauarbeiten wurden im Frühjahr 2016 abgeschlossen.

### Schmetterlingsdschungel
2010 wurde der Schmetterlingsdschungel im Zoo Krefeld eröffnet. Bis zu 200 Schmetterlinge leben dort in tropischer Vegetation. Dazu gehören unter anderem der Blaue Morphofalter oder der „Giftmischer“ Passionsblumenfalter. An den Raupenkästen des Schmetterlingsdschungels lässt sich der Schlupf der Falter mitverfolgen. Dort kann der gesamte Lebenszyklus eines Schmetterlings vom Ei über Raupe und Puppe bis zum erwachsenen Falter beobachtet werden.

### Vogelhaus
Vögel aus drei Kontinenten leben im Krefelder Vogelhaus in tropisch-feuchtem Klima. Die Themen der Volieren sind „Süd-Ost-Asien“, vertreten durch Weißnacken-Fasanentaube und Türkisfeenvogel, „Südamerika“, vertreten durch Brasiltangare, Rotstirn-Blatthühnchen und Schwarzkehlarassari, „Madagaskar“, vertreten durch Mähnenibis, und „Afrika“, vertreten durch Amethystglanzstar, Dorfweber, Königsglanzstar, Kaptäubchen, Krokodilwächter, Scharlachspint und Weißkehlspint. In der Vogeltropenhalle sind zudem freilebende Vögel, wie Dajalschamas, Braunflügel-Mausvögel, Schalowturakos und Straußwachteln, zu finden.

### Erdmännchenlodge

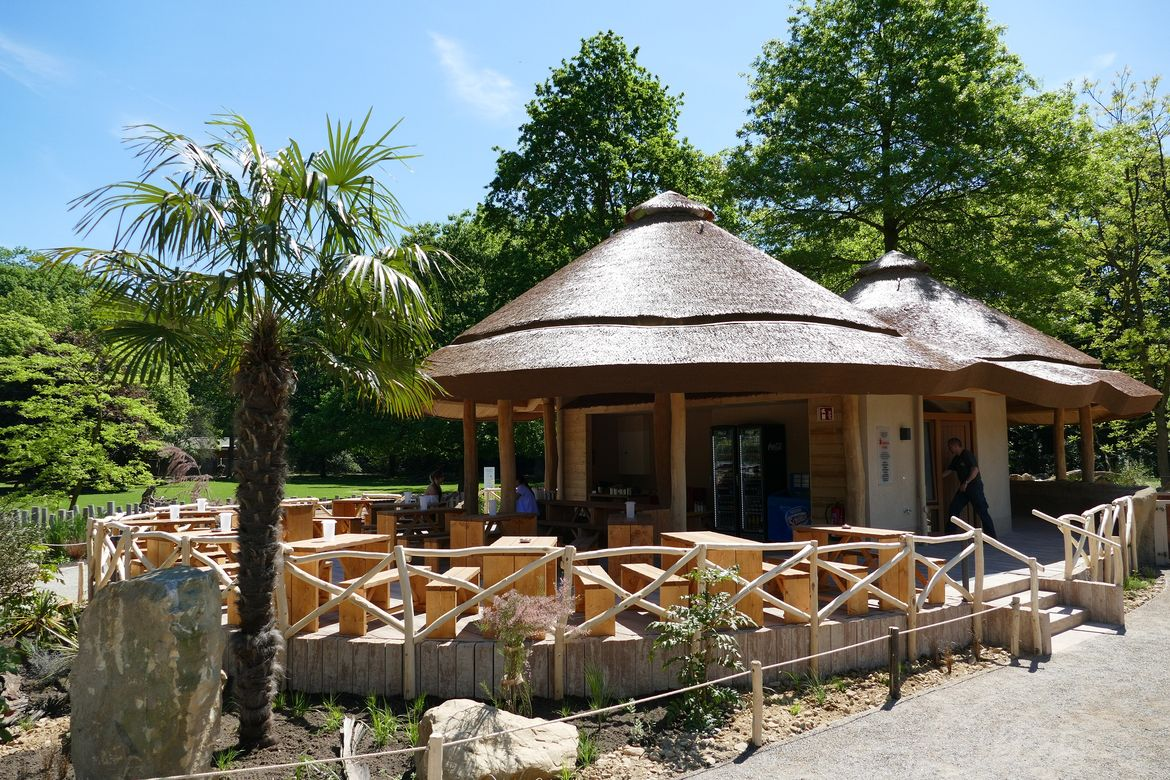
Erdmännchenlodge des Krefelder Zoos (2017)

Die Erdmännchenlodge wurde 2017 eröffnet. In Anlehnung an typisch afrikanische Lehmhütten entstanden zwei miteinander verbundene Rundbauten, die die Erdmännchenanlage und eine Aussichtsterrasse mit Getränkeausschank beherbergen. Zuchtmann Toni verschwand am 2. Juni 2018 spurlos; aus dem Zoo Münster trat das dreijähriges Männchen Kimya seine Nachfolge an. Ende November 2018 brachte die erst im März 2018 in Krefeld geborene Amari zwei Jungtiere auf die Welt. Zurzeit leben insgesamt 13 Tiere in der Anlage.

## Artenschutz, Erhaltungszucht und Forschung
Der Zoo Krefeld setzt sich auf verschiedenen Ebenen für den Natur- und Artenschutz ein. Seit 1963 ist er Mitglied der WAZA (Welt-Zoo-Organisation), seit 1988 in der EAZA (Europäische Vereinigung der Zoos und Aquarien) und seit 2001 in der von deutschen Zoos gegründeten Stiftung Artenschutz.

### Erhaltungszucht
Durch das Führen von Zuchtbüchern, in welchen der Stammbaum einer Tierart aufgelistet wird, und mit Hilfe von speziellen Zuchtprogrammen werden im Krefelder Zoo ideale Zuchtpaare zusammengestellt. Auf diese Weise hilft der Zoo dabei, eine gesunde Population gefährdeter Tierarten zu erhalten und zu züchten (ex-situ-conservation).
Der Zoo Krefeld nimmt derzeit an 49 Zuchtprogrammen teil. Diese teilen sich auf in acht internationale Erhaltungszuchtprogramme (ISB), u. a. Sumatra-Tiger, Spitzmaulnashorn und Gepard, 24 europäische Erhaltungszuchtprogramme (EEP), u. a. Schneeleopard und Schimpanse, und in 17 europäische Zuchtbücher (ESB); u. a. Löffelhund und Blauducker. Bei allen Erhaltungszucht-Unternehmungen richtet sich der Zoo Krefeld nach den Empfehlungen der jeweiligen Zoobuchführer. Für die Europäischen Fischotter, Goodfellow-Baumkängurus und Tamanduas (Kleine Ameisenbären) führt der Zoo Krefeld das Zuchtbuch.
1998 gelang dem Krefelder Zoo die Welterstzucht von Krokodilwächtern aus Afrika – ein Brutspezialist: In der Natur legen die Vögel ihre Eier in sonnenbeschienene Sandflächen, wo sie ohne elterlichen Einsatz ausgebrütet werden. Durch die Ergebnisse von Freilandstudien angeregt, ließ Wolfgang Dreßen Fußbodenheizungen sowie Wärme- und Lichtstrahler anbringen – mit entsprechendem Erfolg.
2002 tötete das von Einbrechern freigelassene Gepardenweibchen „Catherine“ seinem Jagdinstinkt folgend zehn Graue Riesenkängurus und zerstörte damit die entsprechende Zuchtgruppe des Zoos. Bekannt wurde dabei das Kängurubaby mit dem Namen „Lismore“, das die Attacke im Beutel seiner dabei getöteten Mutter überlebte. Es wurde daraufhin von einer Pflegerin des Zoos rund um die Uhr versorgt und gepflegt.
2006 wurde mit Davu das erste Spitzmaulnashorn in einem nordrhein-westfälischen Zoo geboren. Es folgten vier weitere Jungtiere in den Jahren 2008, 2010, 2013 und 2016.

### Einsatz von Wanzen zur Blutabnahme
Nach guten Erfahrungen im Zoo Wuppertal werden auch im Zoo Krefeld südamerikanische Raubwanzen eingesetzt, um Zootieren Blut abzunehmen, da den meisten Tieren nur unter Narkose gefahrlos Blut abgenommen werden kann. Wie beim Menschen geben aber die Blutwerte auch bei Tieren wichtige Hinweise auf Krankheiten. Somit ist eine Blutgewinnung bei Störungen des Allgemeinbefindens manchmal unerlässlich. Der Wuppertaler Zoo hat daher dem Zoo Krefeld zehn dieser Raubwanzen zur Verfügung gestellt. Dort wurden dann dem Nashornbullen Usoni und weiteren Tieren, denen unter Normalbedingungen nur schwer Blut abgenommen werden kann, die etwa 7 Zentimeter großen Wanzen an dünnen Hautstellen aufgesetzt. Nach etwa fünf Minuten haben sich diese vollgesaugt und fallen ab. Aus ihrem Körper kann nun das Blut gewonnen und in ein Labor zur Untersuchung eingeschickt werden. Die Wanzen aus Wuppertal wurden unter sterilen Bedingungen für den Zweck der Blutentnahme gezüchtet – eine Übertragung von Krankheiten ist daher nicht zu befürchten.

### BNE-Zertifizierung
Seit dem Sommer 2020 ist der Krefelder Zoo BNE zertifiziert und hat den Status eines BNE-Regionalzentrums. Im Zoo können Kinder und Jugendliche im Forscherlabor und in den Bildungsprogrammen des neuen BNE-Regionalzentrums im Forscherhaus den Zusammenhang zwischen lokalem Umwelt- und Naturschutz und dem weltweiten Einsatz für die Artenvielfalt entdecken. Aktuelle Probleme wie Klimawandel und die Plastikproblematik werden aus ökologischer, sozialer, ökonomischer und kultureller Sicht beleuchtet.

## Außenstation
Vom eigentlichen Zoo abgetrennt gibt es eine zusätzliche Außenstation. Ein ausgebauter alter Gutshof, der Hausenhof hinter dem Greiffenhorstschlösschen, dient als Quarantäne- und Zuchtstation. Außerdem wird die Station zur Unterbringung für Nachwuchstiere genutzt, die von ihren Eltern nicht mehr im Gehege geduldet werden und nun auf ihren Umzug in einen anderen Zoo warten.

## Nachhaltige Wasserwirtschaft
Im Zoo Krefeld wird seit 2010 ein nachhaltiger Umgang mit Wasser betrieben. Dazu wurde das Projekt „Nachhaltige Wasserwirtschaft im Zoo“ entwickelt. Hauptziele des Projekts sind Wassereinsparung und Umwelterziehung von Schulklassen.
Im Rahmen des Projektes entstanden auf dem Zoogelände zwei Pflanzenkläranlagen und ein neuer Grundwasserbrunnen. Durch den Einsatz der Pflanzenkläranlage ist eine Beckenreinigung für die Seelöwen und den Pinguinpool statt einmal wöchentlich nur noch jedes halbe Jahr nötig, wodurch seit Beginn des Projektes bis heute (März 2015) über 500.000 Kubikmeter Wasser gespart werden konnten.
Die im Frühjahr verstärkte Algenbildung – ein natürlicher Prozess – wird nicht durch Chemikalien beseitigt, sondern durch Sporttaucher, die übermäßigen Algenwuchs aus den beiden Becken entfernen.
2014 wurde der pädagogische Teil des Wasserprojektes ins Leben gerufen: Im Zoo können Schulklassen aller Schulformen verschiedene lehrplanrelevante Aspekte zu den Themen „Wasser“, „Nahrungskette“, „Meeresverschmutzung“ oder „Wasserkreislauf im Regenwald“ erarbeiten, wobei die Pflanzenkläranlagen in den Unterricht mit einbezogen werden. Die Schüler analysieren Wasserproben in einem eigenen Labor und vollziehen die Reinigungsleistung praktisch nach.

## Prominente Tiere
Ein männliches Eigentliches Zweifingerfaultier (Choloepus didactylus) namens Jan starb im August 2024 im Alter von 54 Jahren. Am 1. Mai 1970 war Jan, der in Südamerika in freier Wildbahn geboren ist, auf ein Alter von etwa sechs Monaten geschätzt worden. Der Zoo hat den 30. April zu seinem Geburtstag ernannt. In freier Wildbahn beträgt die typische Lebenserwartung für Zweifingerfaultiere etwa 20 Jahre, in Gefangenschaft erhöht sie sich um etwa 10 Jahre. Jan wurde zunächst vom Tierpark Hagenbeck in Hamburg gekauft, wo er am 9. Dezember 1970 ankam und etwas mehr als 15 Jahre lebte, bevor er 1986 in den Krefelder Zoo überführt wurde, wo er seither lebte. Trotz seines Alters spielte Jan immer noch eine Rolle in der Faultierzucht des Zoos, er wurde 2019 zum 18. Mal Vater.
Jan teilte sich sein Gehege in der Regenwaldhalle des Zoos mit einem anderen hochaltrigen Faultier namens Lulu, einem Hoffmann-Zweifingerfaultier (C. hoffmanni), das als das älteste lebende Faultierweibchen gilt, das derzeit in Gefangenschaft lebt. Als sie am 15. April 1974 aus dem Lincoln Park Zoo in Chicago im Zoo Krefeld eintraf, wurde Lulus Geburtsjahr auf 1973 geschätzt, womit sie mittlerweile über 50 Jahre alt wäre.

## ProjektaffenBRUT
In Kooperation mit einer Kunstvermittlungsagentur startete der Zoo im Oktober 2007 das Fundraising-Projekt affenBRUT. Verkauft werden von zwei Orang-Utan-Weibchen und einem Männchen namens Barito gemalte Bilder. Die Erlöse der „Affenkunst“ fließen größtenteils in die Tierbeschäftigung. Barito ist Mitte 2014 in den Zoo de la Palmyre nach Frankreich gezogen.
|  |  |